# 訃報 2020年1月
訃報 2020年1月（ふほう 2020ねん1がつ）では、2020年1月に物故した、又は物故が報じられた人物についてまとめる。

## (1日 - 15日)

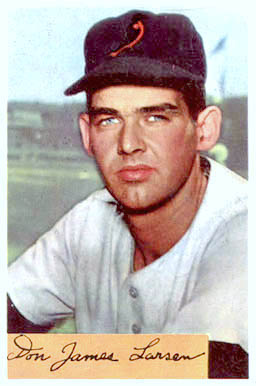
ドン・ラーセン／1月1日没

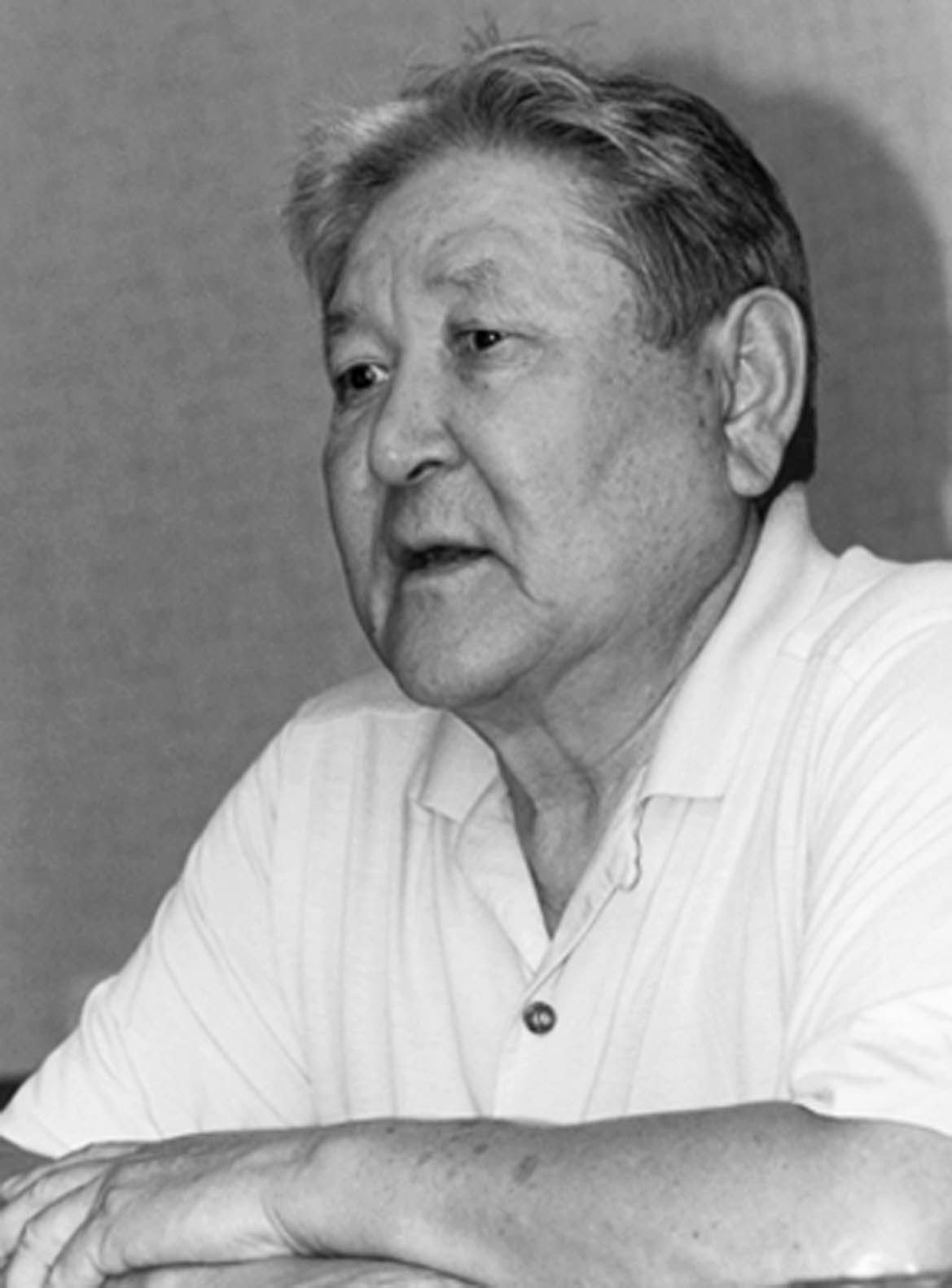
セリクボルスィン・アブディリディン／1月1日没

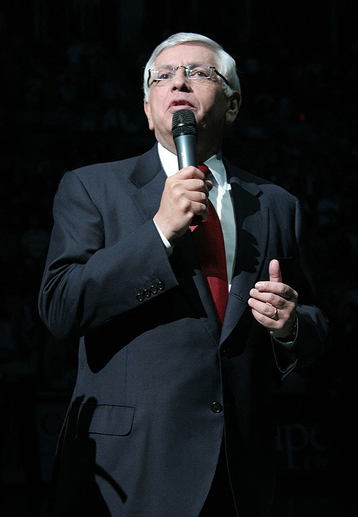
デビッド・スターン／1月1日没

ジョン・バルデッサリ／1月2日没

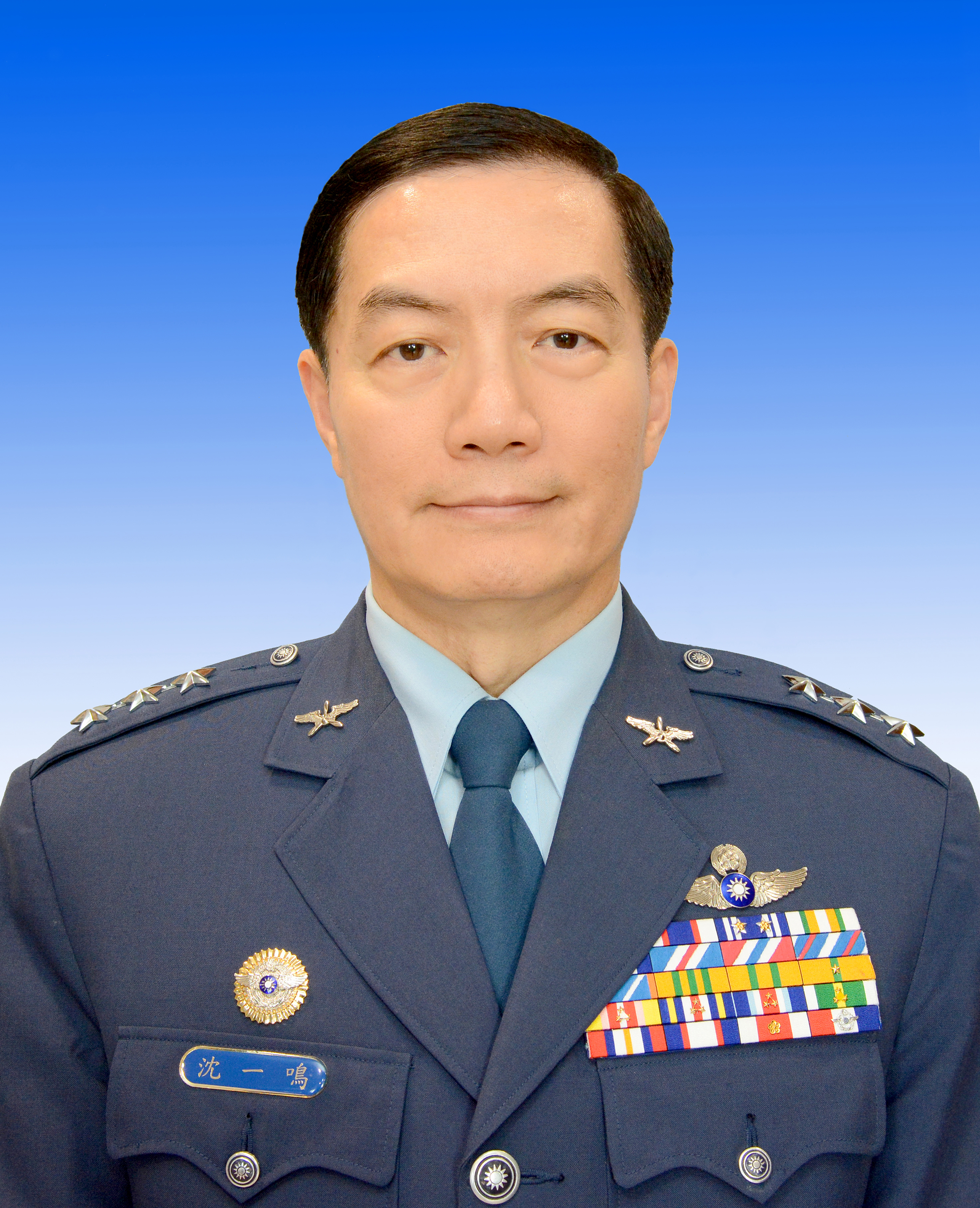
沈一鳴／1月2日没

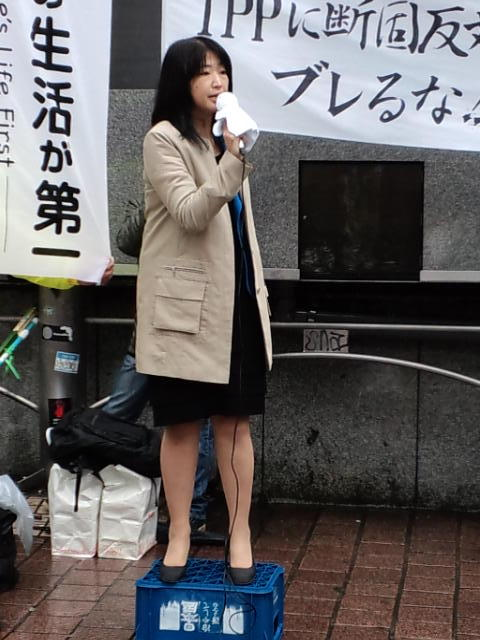
三宅雪子／1月2日没（遺体発見日）

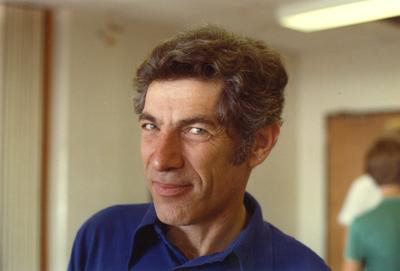
ルーベン・ハーシュ／1月3日没

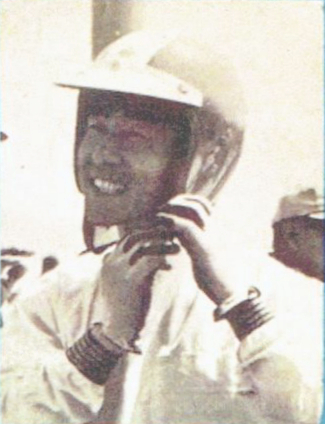
砂子義一／1月3日没

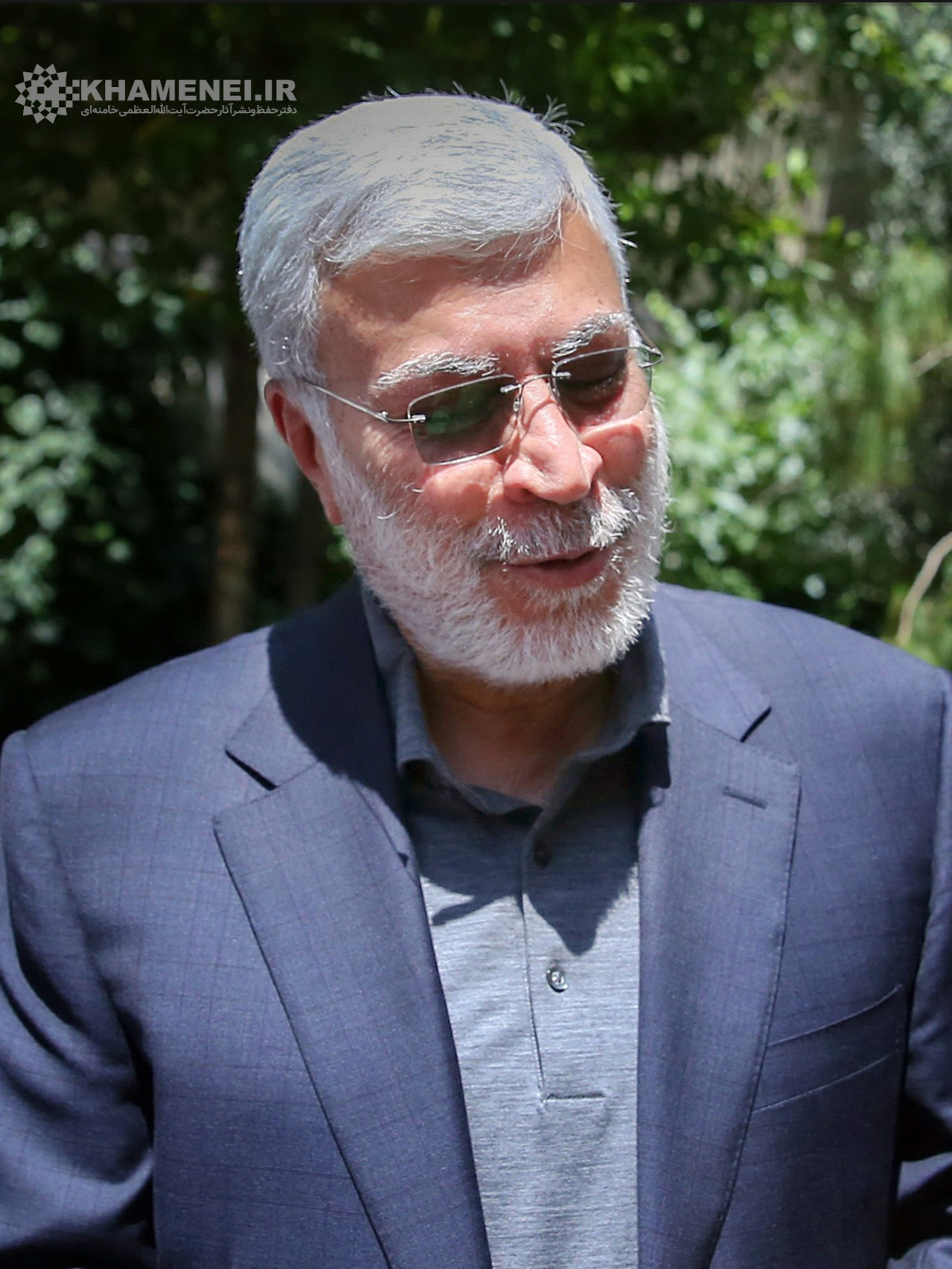
アブー・マフディー・アル＝ムハンディス／1月3日没

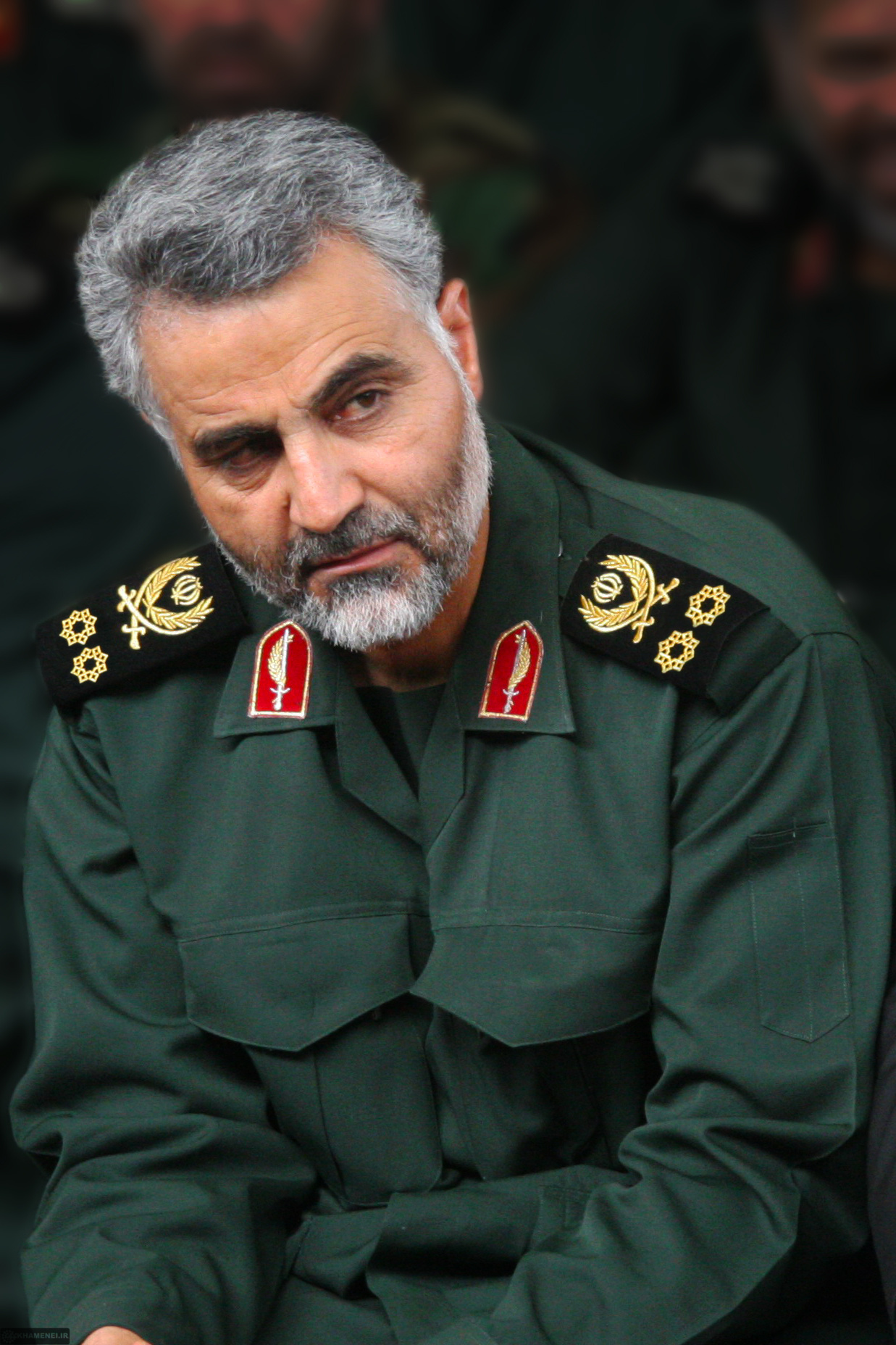
ガーセム・ソレイマーニー／1月3日没

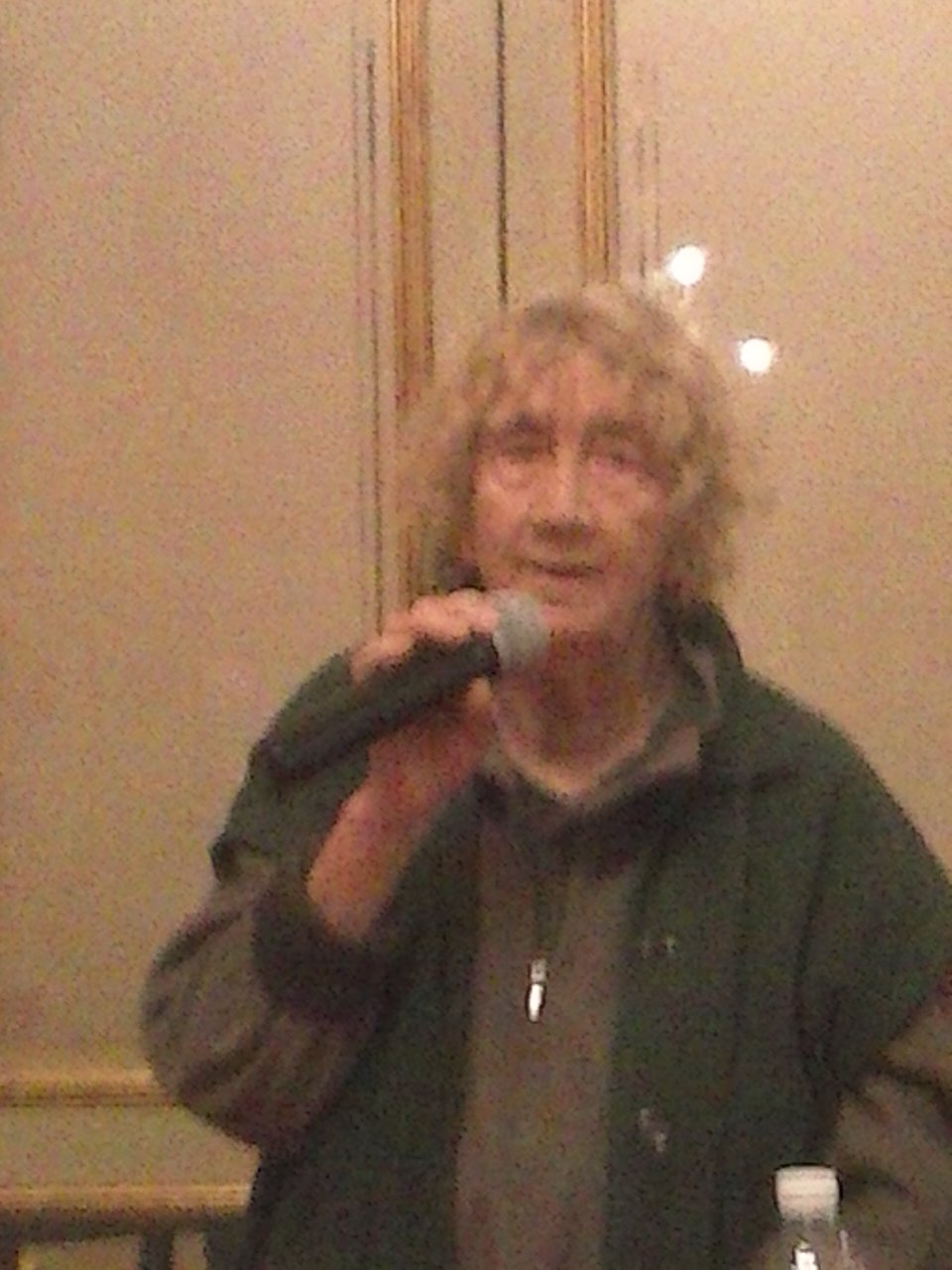
ロレンツァ・マッツェッティ／1月4日没

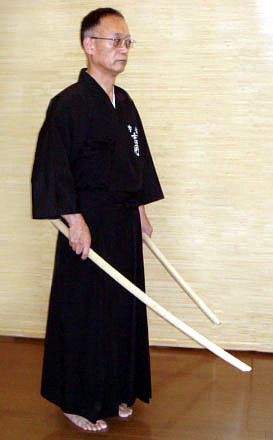
吉用清／1月4日没

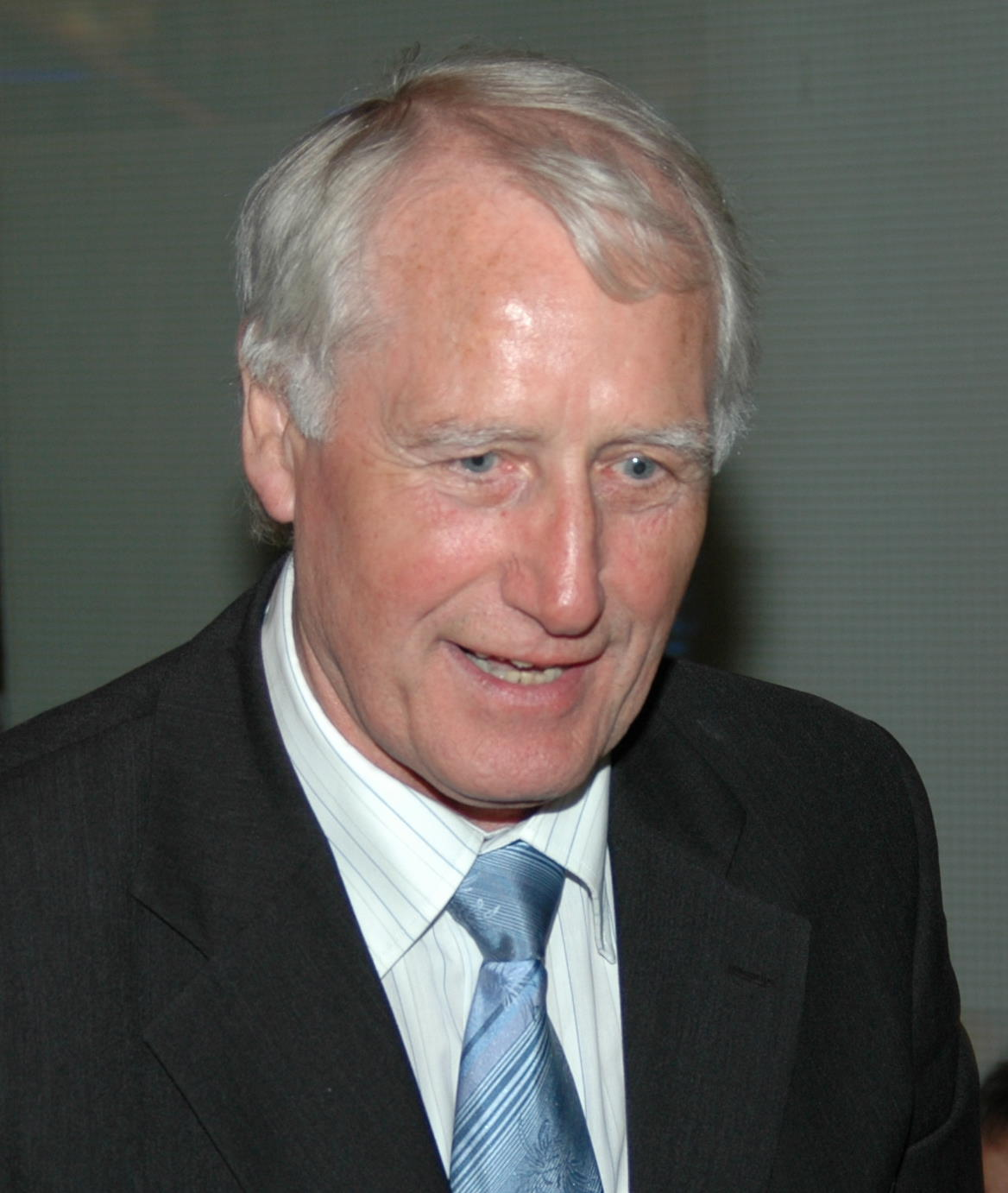
ハンス・チルコフスキ／1月5日没

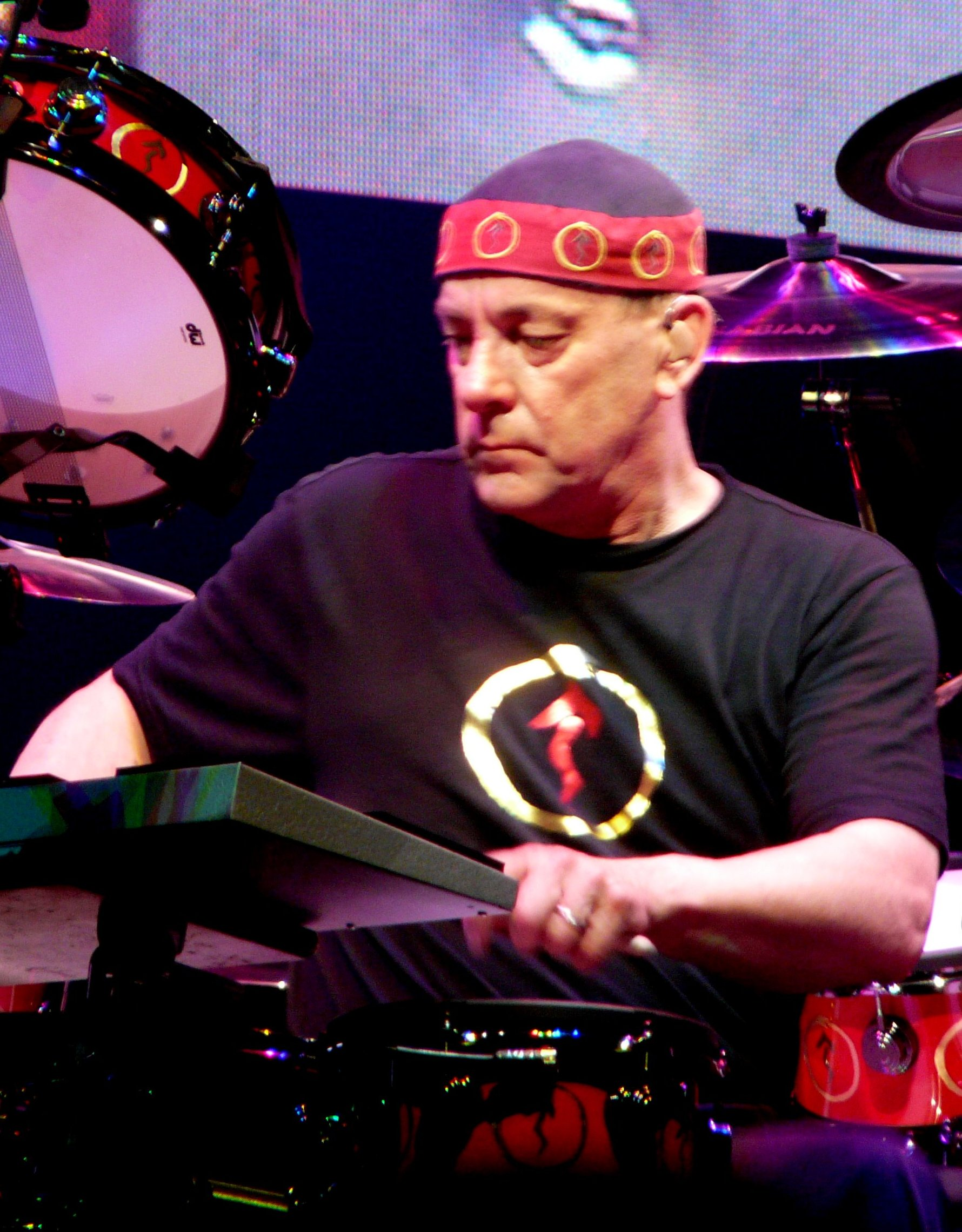
ニール・パート／1月7日没

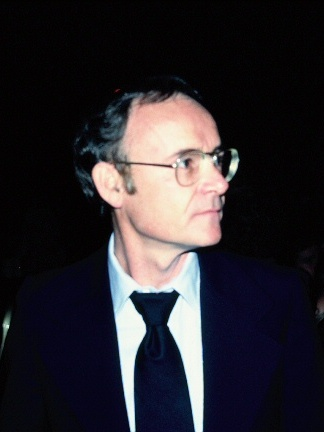
バック・ヘンリー／1月8日没

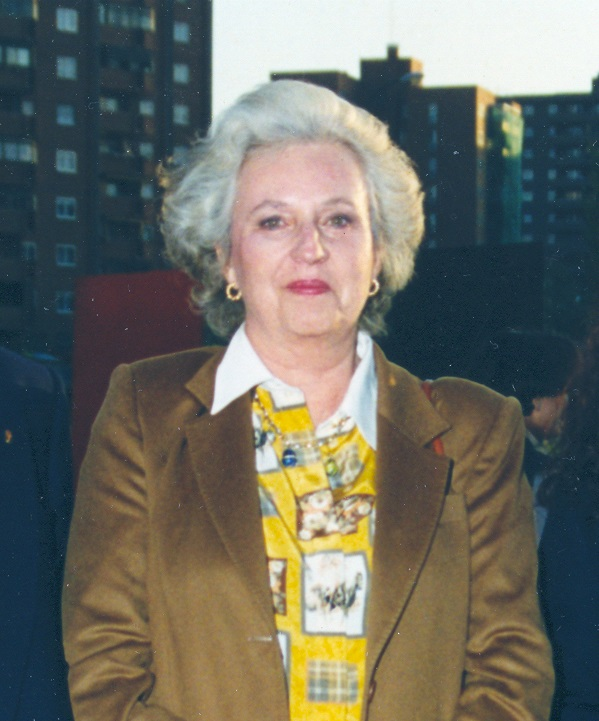
ピラール・デ・ボルボン・イ・ボルボン＝ドス・シシリアス／1月8日没

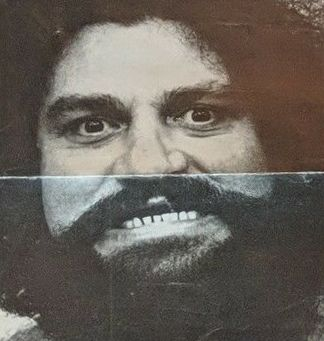
パンピロ・フィルポ／1月9日没

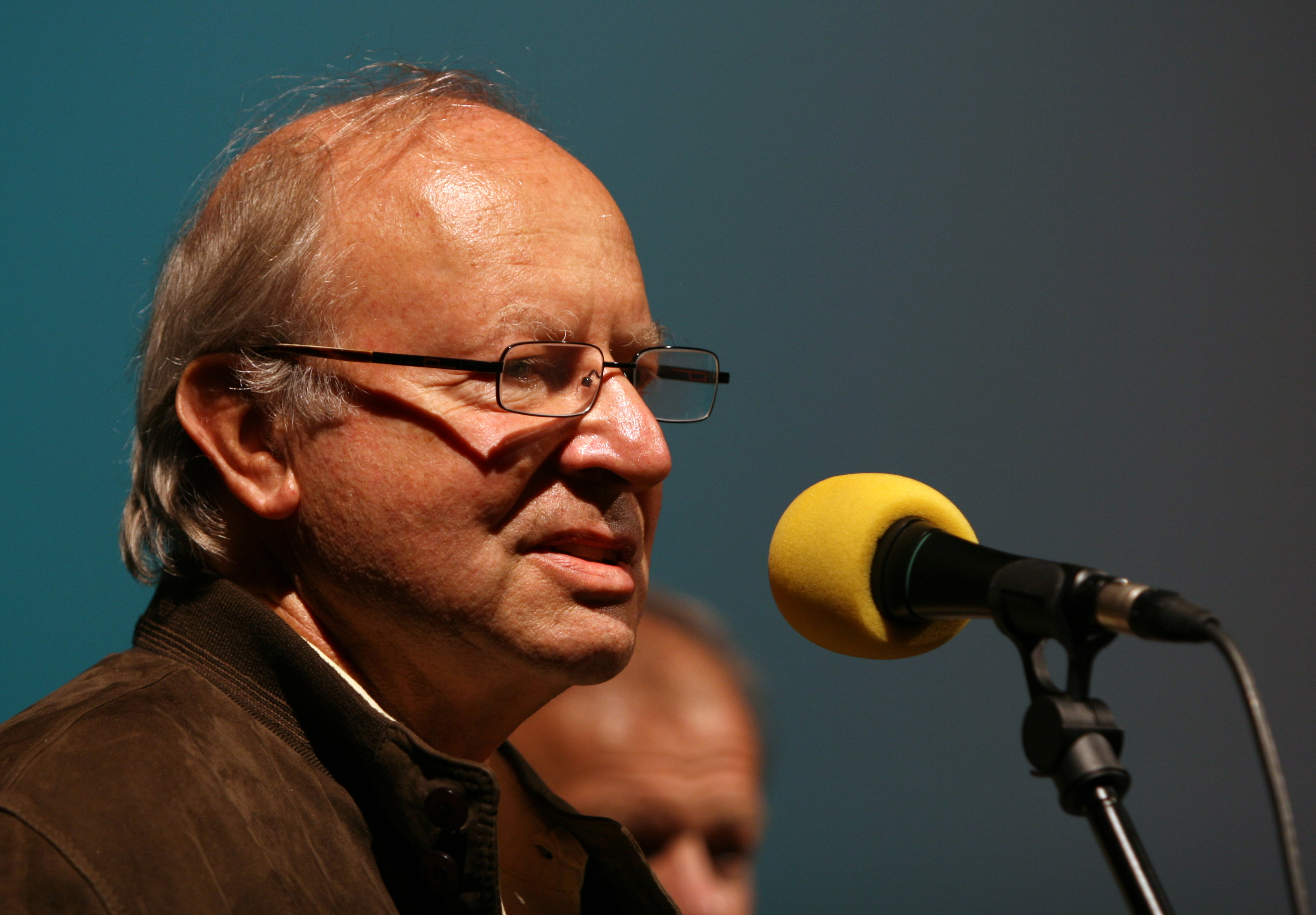
イヴァン・パッセル／1月9日没

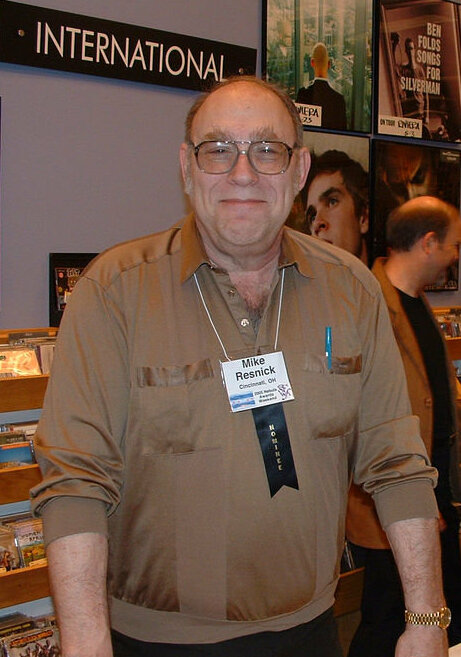
マイク・レズニック／1月9日没

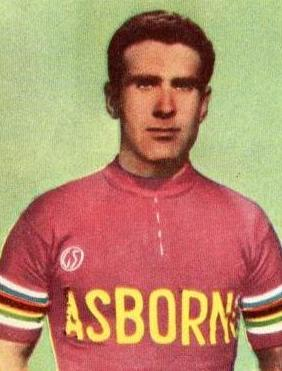
ギド・メッシーナ／1月10日没

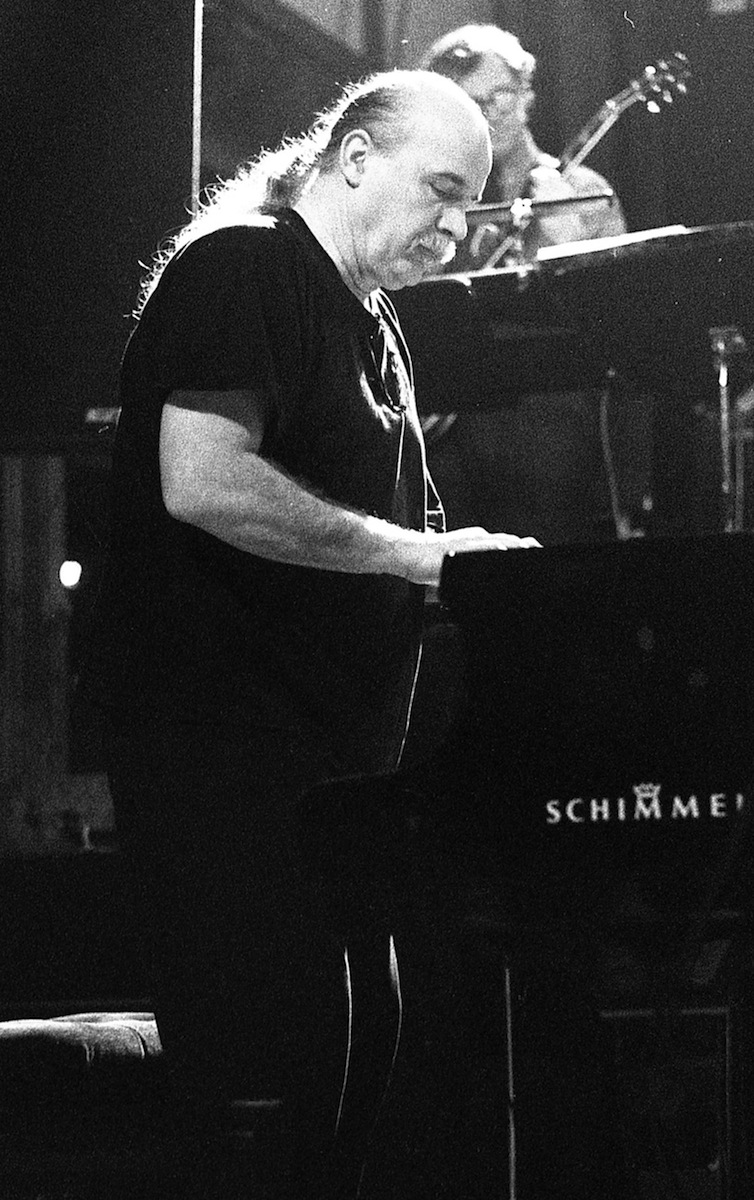
ウォルフガング・ダウナー／1月10日没

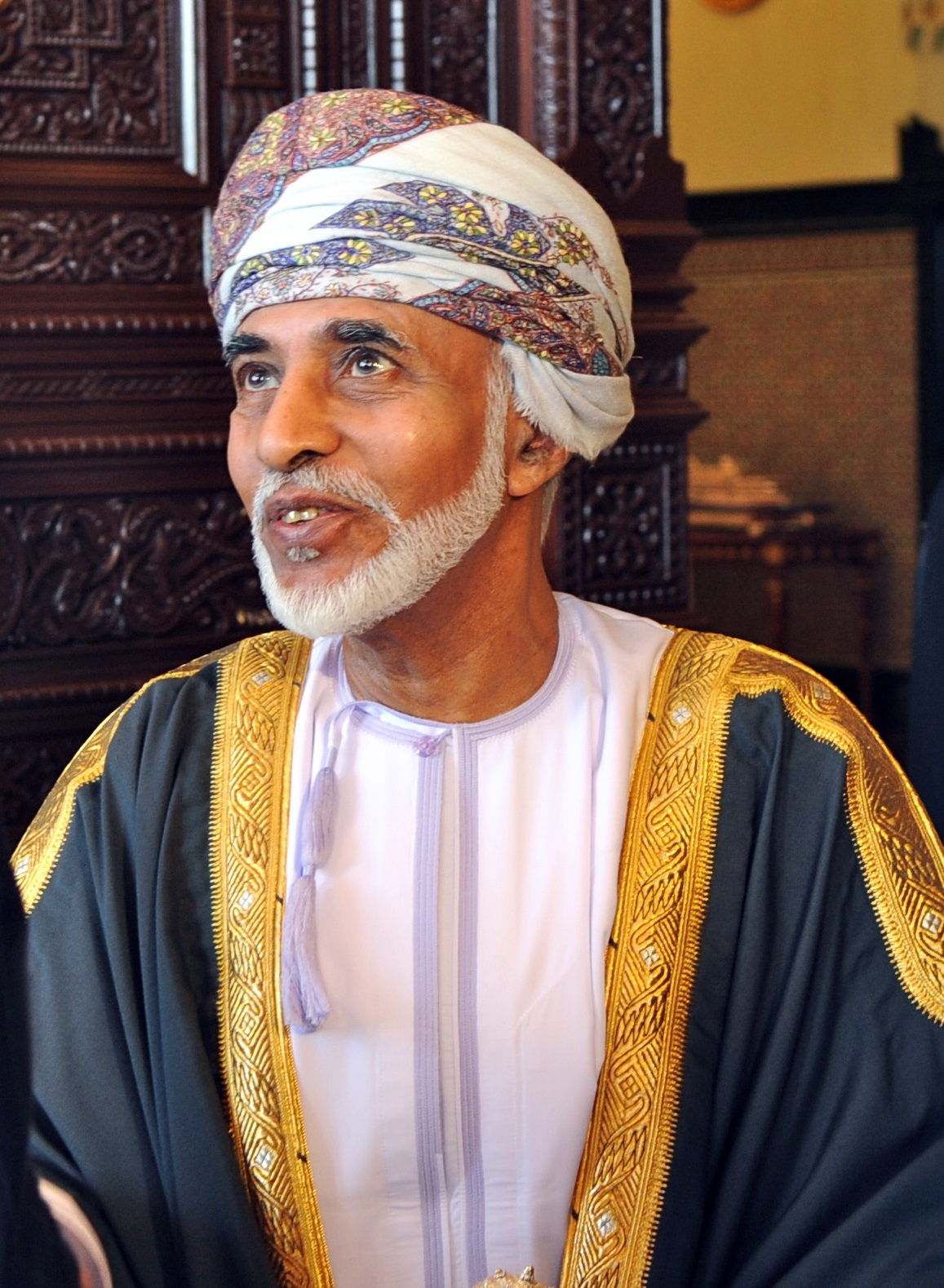
カーブース・ビン・サイード／1月10日没

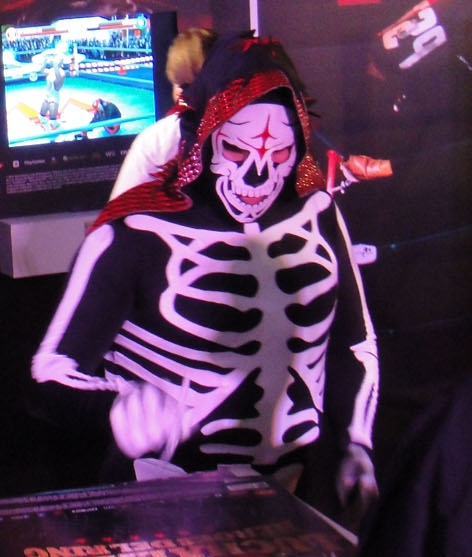
ラ・パルカ（2代目）／1月11日没

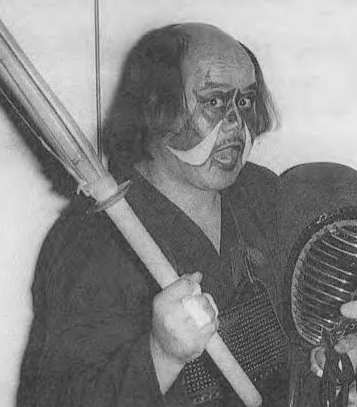
桜田一男（ケンドー・ナガサキ）／1月12日没

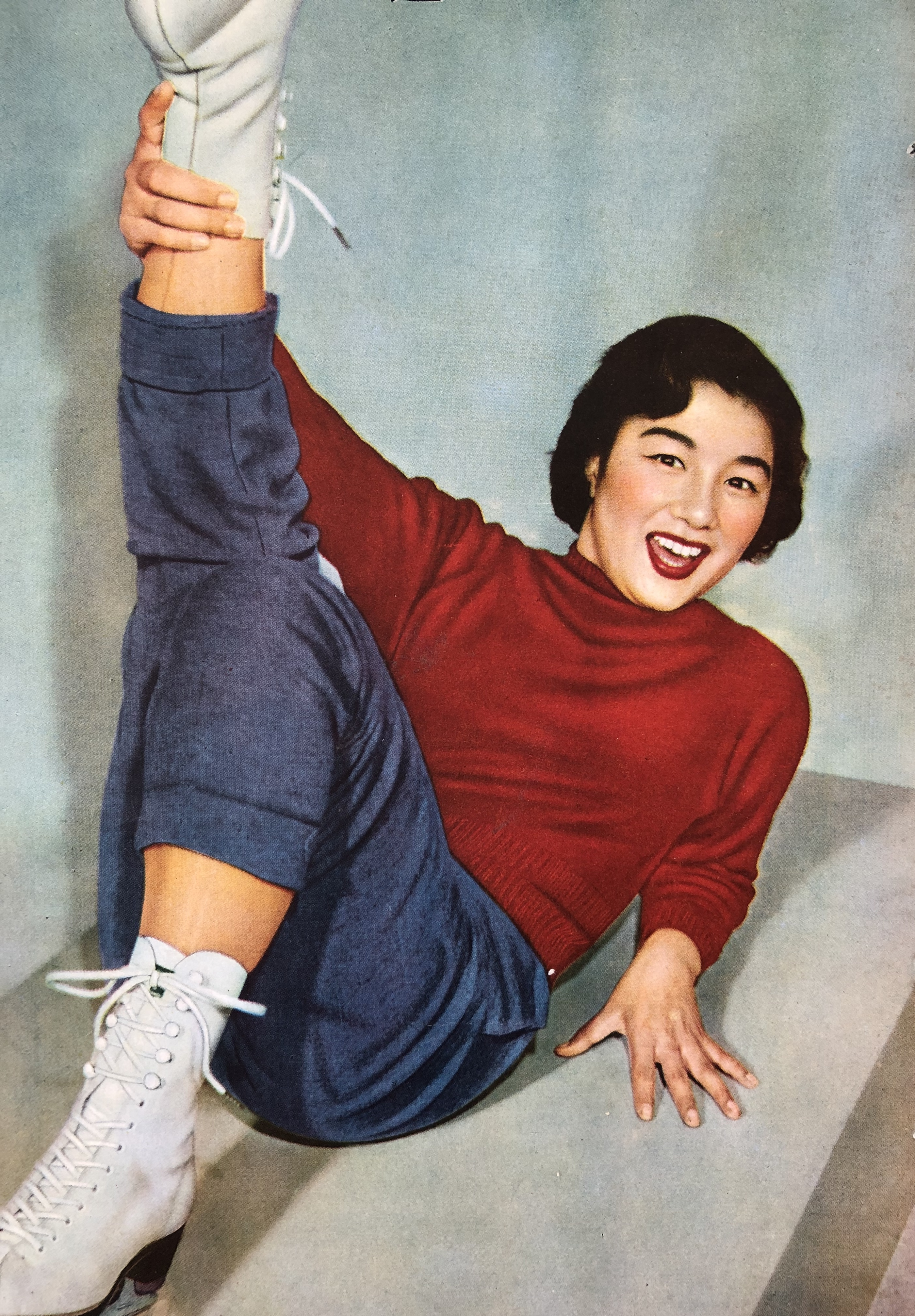
青山京子／1月12日没

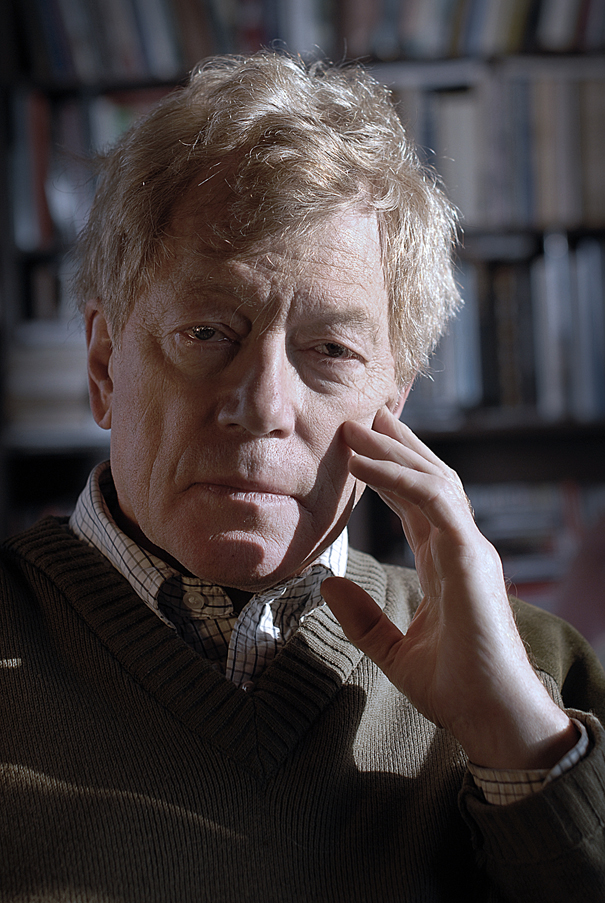
ロジャー・スクルートン／1月12日没

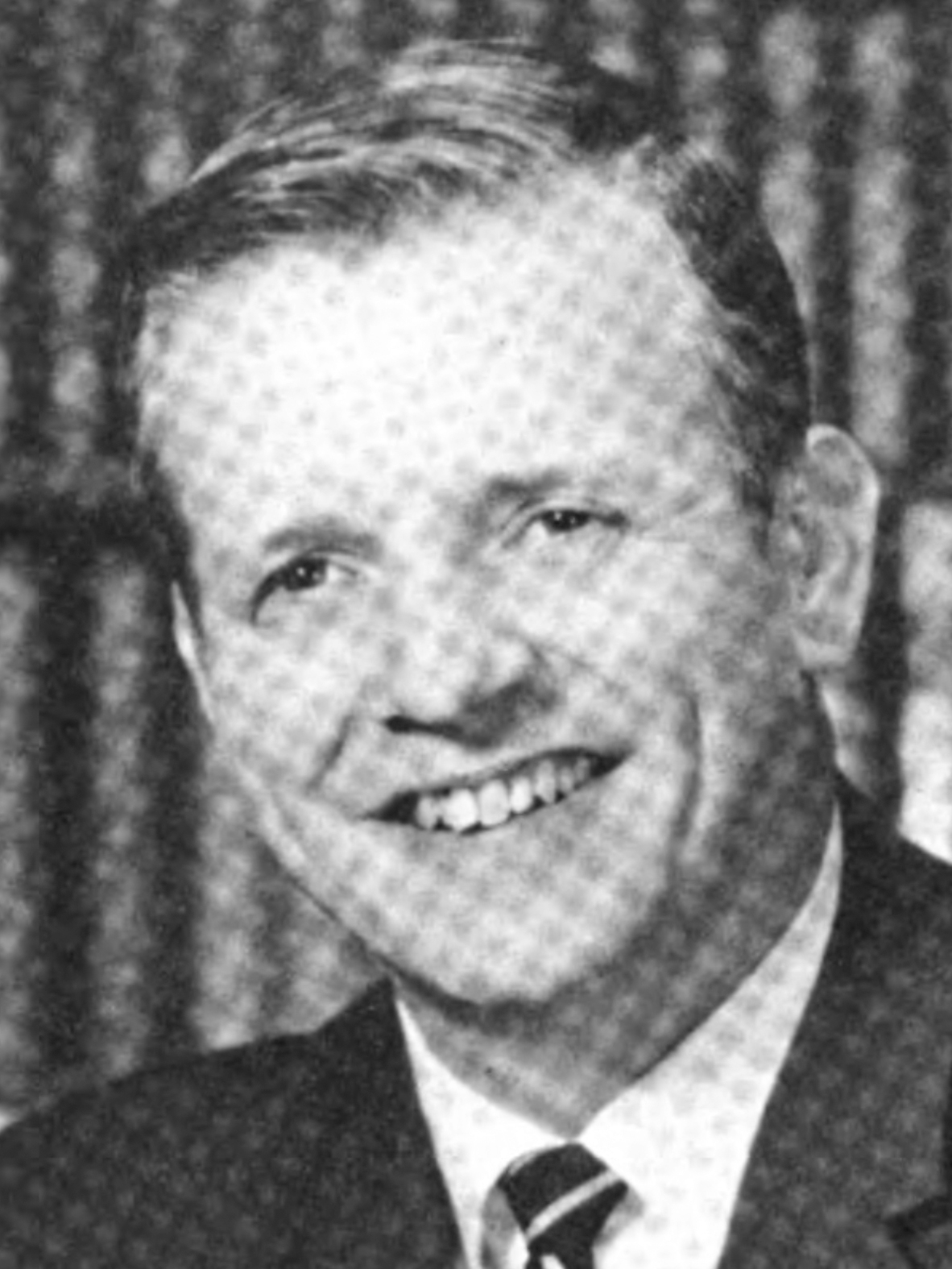
H・L・リチャードソン／1月13日没

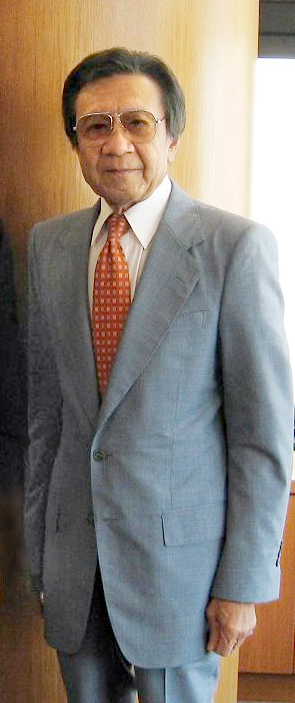
佐藤研一郎／1月15日没

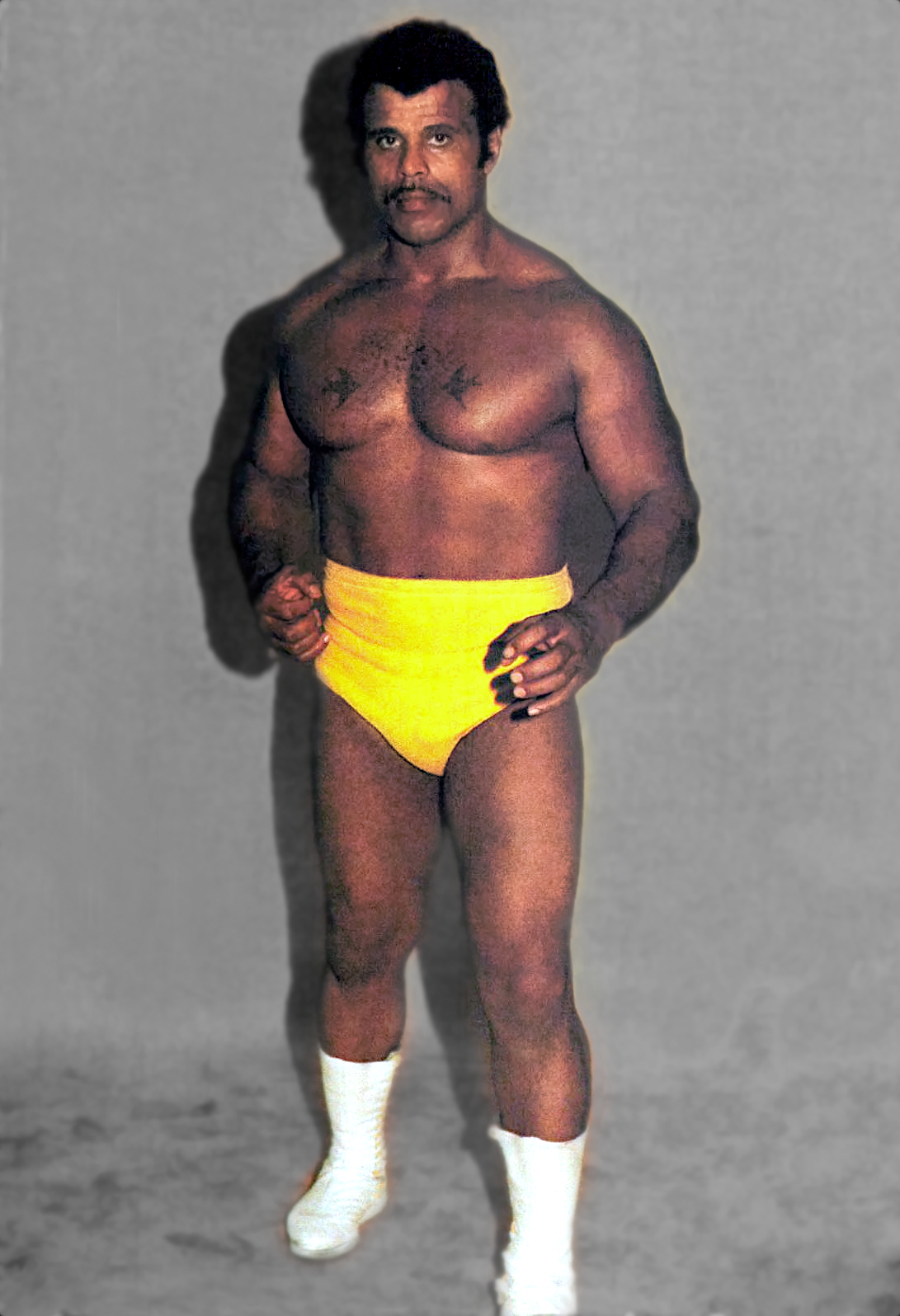
ロッキー・ジョンソン／1月15日没

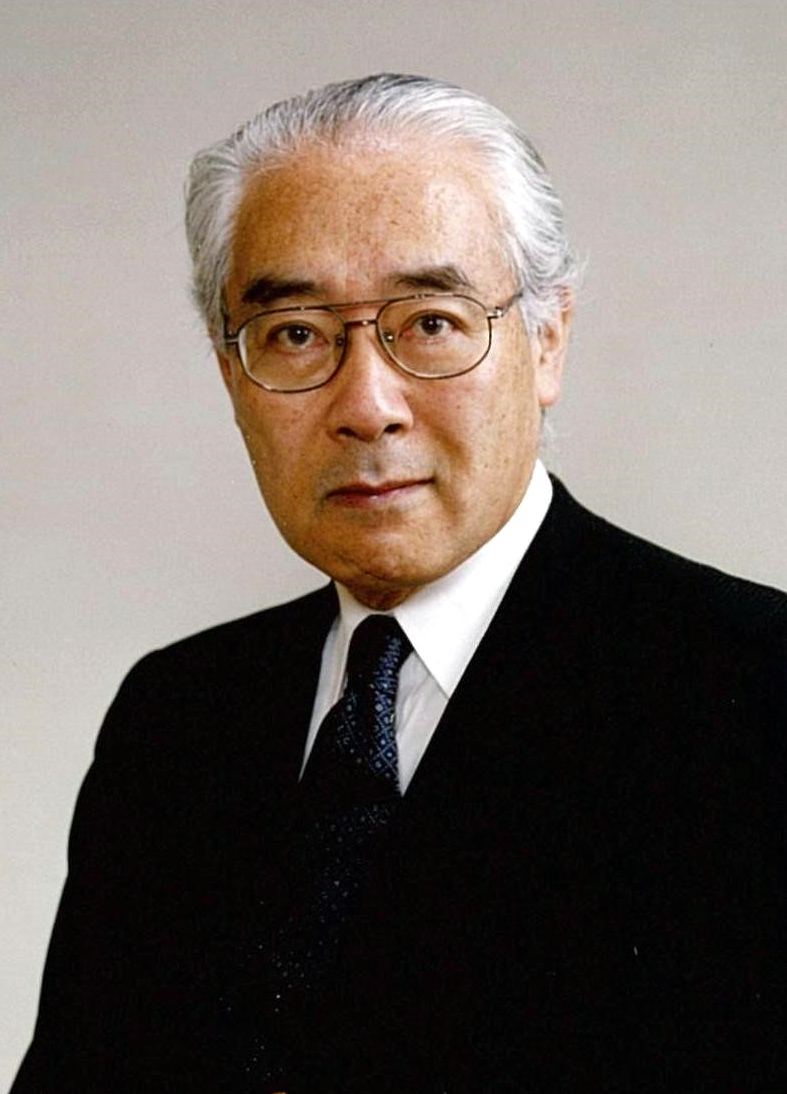
鈴村興太郎／1月15日没

- 1月1日 - 焦若愚（英語版）、中華人民共和国の政治家、外交官、元北京市長（* 1915年）[1]
- 1月1日 - ドン・ラーセン、アメリカ合衆国の野球選手〈ニューヨーク・ヤンキースなど〉（* 1929年）[2]
- 1月1日 - 荒谷俊治、日本の指揮者、日本指揮者協会顧問（* 1930年）[3]
- 1月1日 - セリクボルスィン・アブディリディン、カザフスタンの政治家、カザフスタン共産党元党首〈第一書記〉（* 1937年）[4]
- 1月1日 - デビッド・スターン、アメリカ合衆国の弁護士、第4代NBA（ナショナル・バスケットボール・アソシエーション）コミッショナー（* 1942年）[5]
- 1月1日 - 桂伸乃介、日本の落語家（* 1953年）[6]
- 1月1日 - カルロス・デ・レオン、プエルトリコの元プロボクサー、世界ボクシング評議会（WBC）世界クルーザー級元チャンピオン（* 1959年）[7]
- 1月2日 - 江波戸辰夫、日本の政治家、元千葉県匝瑳市長（* 1928年）[8]
- 1月2日 - ジョン・バルデッサリ、アメリカ合衆国の芸術家（* 1931年）[9]
- 1月2日 - 上原正三、日本の脚本家、児童文学者（* 1937年）[10]
- 1月2日 - ブルース・マッキイエン（英語版）、アメリカ合衆国の神経内分泌学者（* 1938年）[11]
- 1月2日 - 帯刀治、日本の社会学者、茨城大学名誉教授（* 1944年）[12]
- 1月2日 - ロレイン・チャンドラー（英語版）、アメリカ合衆国のソウルミュージックシンガー、作詞家（* 1946年）[13]
- 1月2日 - 沈一鳴、台湾の軍人、中華民国国防部参謀総長（* 1957年）[14]
- 1月2日（遺体発見日） - 三宅雪子、日本の政治家、元衆議院議員（* 1965年）[15]
- 1月3日 - 石川嘉明、日本のジャーナリスト、ラジオパーソナリティ（* 1925年?）[16]
- 1月3日 - ルーベン・ハーシュ、アメリカ合衆国の数学者（* 1927年）[17]
- 1月3日 - ヴォルフガング・ブレツィンカ（英語版）、ドイツ出身のオーストリアの教育学者（* 1928年）[18]
- 1月3日 - 砂子義一、日本のレーシングドライバー（* 1932年）[19]
- 1月3日 - ナサエル・ジュラン（英語版）、フランスのサッカー選手（* 1996年）[20]
- 1月3日 - （バグダード国際空港攻撃事件による死者）
  - アブー・マフディー・アル＝ムハンディス、イラクの民兵組織指導者、カタイブ・ヒズボラ（英語版）司令官、元国民議会議員（* 1954年）[21]
  - ガーセム・ソレイマーニー、イランの軍人、イスラム革命防衛隊・ゴドス軍司令官（* 1957年）[22]
- 1月4日 - ロレンツァ・マッツェッティ、イタリアの小説家（* 1927年）[23]
- 1月4日 - ジョルジュ・デュブッフ（フランス語版）、フランスの実業家、ワイン醸造家（* 1933年）[24]
- 1月4日 - エリザベート・ラプノー（フランス語版）、フランスの映画監督、脚本家（* 1935年?）[25]
- 1月4日 - 小林洋右、日本の実業家、元エフエム群馬会長（* 1940年）[26]
- 1月4日 - エマニュエル・ボロク（英語版）、ソビエト連邦出身のアメリカ合衆国のバイオリン奏者（* 1944年）[27]
- 1月4日 - 吉用清、日本の剣術家、二天一流第12代宗家（* 1948年）[28]
- 1月4日 - 今宮純、日本のモータースポーツジャーナリスト、F1中継解説者（* 1949年）[29]
- 1月4日 - 広谷順子、日本の歌手、作曲家（* 1956年）[30]
- 1月4日 - トム・ロング（英語版）、オーストラリアの俳優（* 1968年）[31]
- 1月5日 - 荒川和夫、日本の実業家、元サッポロビール社長（* 1927年）[32]
- 1月5日 - 落合幾三、日本の政治家、元埼玉県吉田町長（* 1928年?）[33]
- 1月5日 - 宮崎利夫、日本の微生物学者、東京薬科大学名誉教授（* 1929年）[34]
- 1月5日 - 稲葉克夫、日本の郷土史家（* 1931年）[35]
- 1月5日 - ハンス・チルコフスキ、ドイツの元サッカー選手・指導者、元西ドイツ代表（* 1935年）[36]
- 1月5日 - アンリ・ジェルゲニア（英語版）、アブハジアの政治家、第4代首相（* 1941年）[37]
- 1月5日 - 佐々幸範、日本のブラジリアン柔術家（* 1981年）[38]
- 1月5日 - マーティン・グリフィン（英語版）、イギリスのドラマー、元ホークウインドメンバー（* 生年不詳）[39]
- 1月6日 - クルト・ブラハルツ、オーストリアの小説家、児童文学作家、翻訳家（* 1947年）[40]
- 1月6日 - 青柳碩襄、日本の書家（* 1964年?）[41]
- 1月7日 - ジャック・デサンジュ（フランス語版）、フランスの美容師（* 1925年）[42]
- 1月7日 - アレクサンドル・マトゥロン、フランスの哲学者（* 1926年）[43]
- 1月7日 - 上村卓也、日本の医学者、九州大学名誉教授（* 1931年）[44]
- 1月7日 - 水口弘一、日本の実業家、元野村総合研究所社長、中小企業金融公庫（現日本政策金融公庫）元総裁（* 1931年）[45]
- 1月7日 - レイ・ムーア、アメリカ合衆国の元軍人、歴史学者（* 1933年）[46]
- 1月7日 - 岡田雪苑、日本の書家、元毎日書道展審査会員（* 1935年?）[47]
- 1月7日 - コリン・シーリー（英語版）、イギリスのオートバイレーサー・デザイナー（* 1936年）[48]
- 1月7日 - ニール・パート、カナダのドラマー、ラッシュメンバー（* 1952年）[49]
- 1月7日 - エリザベス・ワーツェル（英語版）、アメリカ合衆国の作家（* 1967年）[50]
- 1月7日 - ハミース・アッ＝ドーサリー（英語版）、サウジアラビアの元サッカー選手、元同国代表（* 1973年）[51]
- 1月7日 - シルビオ・ホルタ（英語版）、アメリカ合衆国の脚本家（* 1974年）[52]
- 1月8日 - 川島興、日本の元検事、元大阪高等検察庁検事長（* 1928年?）[53]
- 1月8日 - バック・ヘンリー、アメリカ合衆国の俳優、脚本家、映画監督（* 1930年）[54]
- 1月8日 - エド・バーンズ（英語版）、アメリカ合衆国の俳優（* 1932年）[55]
- 1月8日 - ピラール・デ・ボルボン・イ・ボルボン＝ドス・シシリアス、スペインの王族、同国王女（* 1936年）[56]
- 1月8日 - 公文宏、日本の元官僚、元国土事務次官（* 1936年）[57]
- 1月8日 - 大野慶人、日本の舞踏家（* 1938年）[58]
- 1月8日 - 島田俊郎、日本の実業家、あつまるホールディングス社長（* 1943年?）[59]
- 1月8日 - 中村健、日本の指揮者、作曲家、神戸女学院大学名誉教授（* 1950年?）[60]
- 1月9日 - ジャック・ド・ボッフルモン（フランス語版）、フランスの貴族、第8代ボッフルモン公爵家（フランス語版）当主（* 1922年）[61]
- 1月9日 - ピート・ダイ（英語版）、アメリカ合衆国のゴルフ場設計者（* 1925年）[62]
- 1月9日 - ウォルター・J・ボイン（英語版）、アメリカ合衆国の元軍人、作家（* 1929年）[63]
- 1月9日 - パンピロ・フィルポ、アルゼンチンの元プロレスラー（* 1930年）[64]
- 1月9日 - イヴァン・パッセル、チェコ出身のアメリカ合衆国の映画監督、脚本家（* 1933年）[65]
- 1月9日 - デイヴィッド・グラス（英語版）、アメリカ合衆国の実業家、元ウォルマートCEO、元カンザスシティ・ロイヤルズオーナー（* 1935年）[66]
- 1月9日 - ビル・レイ（英語版）、アメリカ合衆国の写真家（* 1936年）[67]
- 1月9日 - 岡部正嗣、日本の実業家、元前田道路社長（* 1938年）[68]
- 1月9日 - 藤井史昭、日本の実業家、元増進会出版社社長（* 1939年）[69]
- 1月9日 - ボビー・コムストック（英語版）、アメリカ合衆国の歌手（* 1941年）[70]
- 1月9日 - マイク・レズニック、アメリカ合衆国のSF作家、ヒューゴー賞受賞者（* 1942年）[71]
- 1月9日 - ユフレイズ・ケジラハビ、タンザニアの小説家、詩人、ボツワナ大学准教授（* 1944年）[72]
- 1月9日（死去公表日）  - 山口祐司、日本の映画監督、アニメーション監督、演出家（* 生年非公開）[73]
- 1月10日 - 今成元昭、日本の日本文学者、僧侶、立正大学名誉教授（* 1925年）[74]
- 1月10日 - ギド・メッシーナ、イタリアの元自転車競技選手、1952年ヘルシンキオリンピック4000m団体追い抜き金メダリスト（* 1931年）[75]
- 1月10日 - ウォルフガング・ダウナー、ドイツのジャズピアニスト（* 1935年）[76]
- 1月10日 - 渡辺利雄、日本のアメリカ文学者、東京大学名誉教授（* 1935年）[77]
- 1月10日 - カーブース・ビン・サイード、ブーサイード家第14代君主、オマーン国王（* 1940年）[78]
- 1月10日 - ネダ・アルネリック（英語版）、セルビアの女優（* 1953年）[79]
- 1月11日 - 数原洋二、日本の実業家、元三菱鉛筆社長（* 1921年）[80]
- 1月11日 - 八杉康夫、日本の元軍人、元戦艦大和乗組員（* 1927年）[81]
- 1月11日 - 田畑猛雄、日本の俳優（* 1938年）[82]
- 1月11日 - トム・ベルソ（英語版）、デンマークのレーシングドライバー（* 1942年）[83]
- 1月11日 - ラ・パルカ（2代目）、メキシコのプロレスラー（* 1966年）[84]
- 1月11日 - スタン・カーシュ（英語版）、アメリカ合衆国の俳優（* 1968年）[85]
- 1月12日 - 羽坂勇司、日本の歯科医師、学校法人経営者、元青山学院理事長（* 1921年）[86]
- 1月12日 - 桜田一男（ケンドー・ナガサキ）、日本の元プロレスラー（* 1948年）[87]
- 1月12日 - 青山京子、日本の元女優（* 1935年）[88]
- 1月12日 - トニー・ガーネット（英語版）、イギリスの映画プロデューサー（* 1936年）[89]
- 1月12日 - ロジャー・スクルートン、イギリスの哲学者（* 1944年）[90]
- 1月13日 - ジャン・ドリュモー（フランス語版）、フランスの歴史家（* 1923年）[91]
- 1月13日 - H・L・リチャードソン、アメリカ合衆国の政治家、元上院議員、米国銃所有者協会創設者（* 1925年）[92]
- 1月13日 - 南揚道、日本の僧侶、真言宗御室派元管長、仁和寺49世門跡（* 1931年）[93]
- 1月13日 - モーリス・ムシェロー（フランス語版）、フランスの元自転車競技選手、1956年メルボルンオリンピック団体ロードレース金メダリスト（* 1933年）[94]
- 1月13日 - ハイメ・ウンベルト・エルモシヨ（英語版）、メキシコの映画監督（* 1942年）[95]
- 1月13日 - 永広和夫、日本の実業家、元大阪製鐵社長（* 1945年?）[96]
- 1月13日 - 新山廣道、日本の競馬調教師【愛知県競馬組合所属】、元騎手（* 1953年）[97]
- 1月13日 - 坪内祐三、日本の評論家、エッセイスト（* 1958年）[98]
- 1月14日 - ギー・ドプリュ（フランス語版）、フランスのクラリネット奏者（* 1924年）[99]
- 1月14日 - チャミン・コレア（スペイン語版）、メキシコのギタリスト（* 1929年）[100]
- 1月14日 - ナジェジダ・クニプロヴァ（チェコ語版）、チェコのソプラノ歌手（* 1932年）[101]
- 1月14日 -  藤代幸一、日本のドイツ文学者、東京都立大学名誉教授（* 1932年）[102]
- 1月14日 -  前田孝允、日本の漆芸家（* 1936年）[103]
- 1月14日 - スティーヴ・マーティン・カロ（英語版）、アメリカ合衆国の歌手、レフト・バンクメンバー（* 1948年）[104]
- 1月14日 - 丸山克俊、日本の教育学者、東京理科大学名誉教授（* 1951年）[105]
- 1月14日 - 石井雅実、日本の実業家、元かんぽ生命保険社長（* 1952年）[106]
- 1月14日 - 増田敦子、日本の編集者（* 1955年?）[107]
- 1月14日 - 今川勉、日本のドラマー、ECHOESメンバー（* 1959年）[108]
- 1月15日 - ボビー・ブラウン（英語版）、スコットランドの元サッカー選手・指導者、元同国代表・代表監督（* 1923年）[109]
- 1月15日 - 太田敏郎、日本の実業家、ノーリツ創業者、名誉会長、神戸商工会議所副会頭（* 1927年）[110]
- 1月15日 - ブルーノ・ネトル、チェコ出身のアメリカ合衆国の音楽学者、音楽民族学者（* 1930年）[111]
- 1月15日 - 佐藤研一郎、日本の実業家、ローム創業者（* 1931年）[112]
- 1月15日 - ミクロス・ヴェトー（英語版）、ハンガリー出身のフランスの哲学者（* 1936年）[113]
- 1月15日 - ロッキー・ジョンソン、カナダの元プロレスラー、元WWF世界タッグ王者（* 1944年）[114]
- 1月15日 - 鈴村興太郎、日本の経済学者、一橋大学名誉教授、早稲田大学栄誉フェロー・名誉教授、文化功労者、日本学士院会員（* 1944年）[115]
- 1月15日 - クリス・ダロウ（英語版）、アメリカ合衆国のミュージシャン、ニッティー・グリッティー・ダート・バンドメンバー（* 1944年）[116]

## (16日 - 31日)

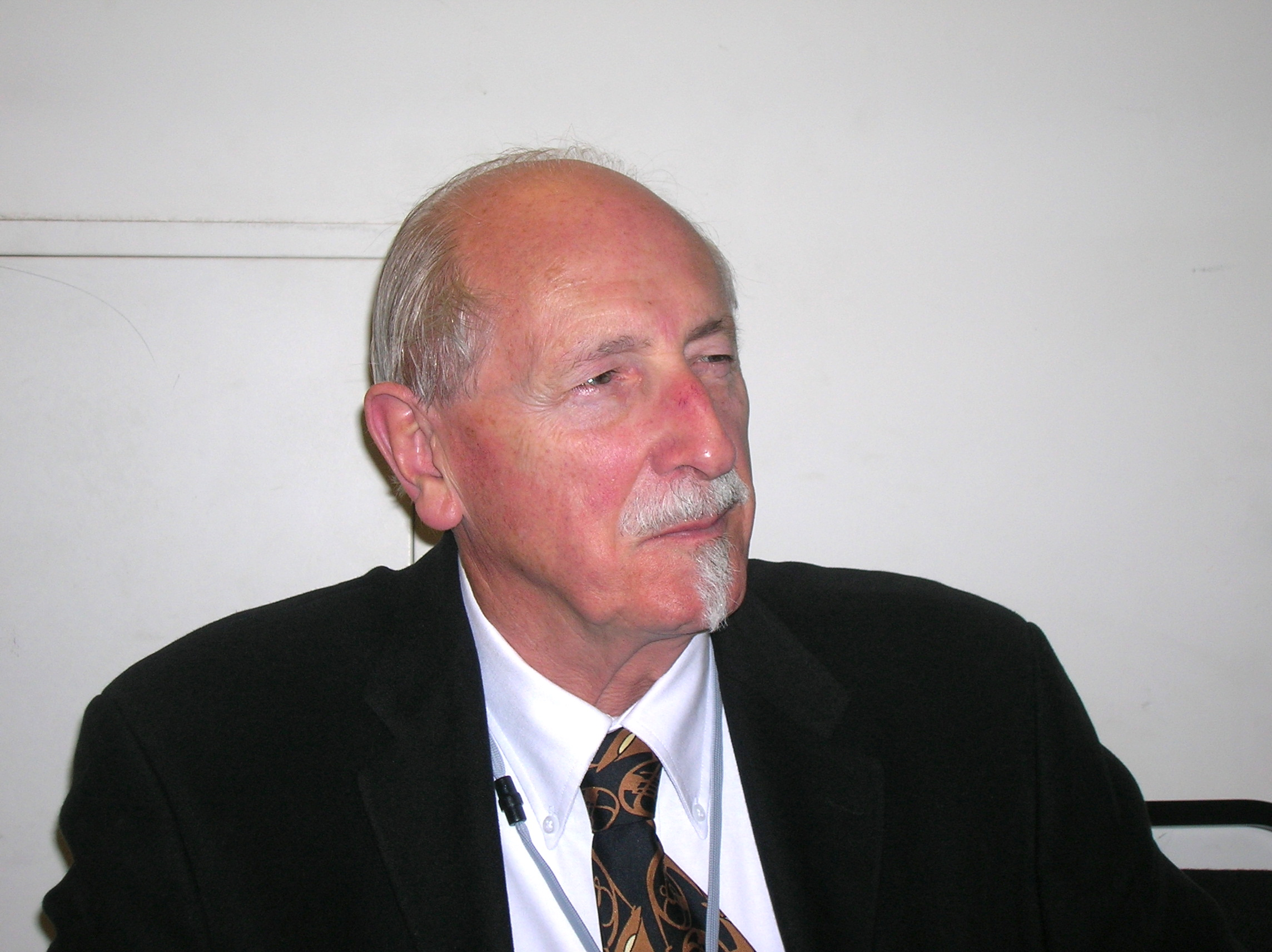
バリー・タックウェル／1月16日没

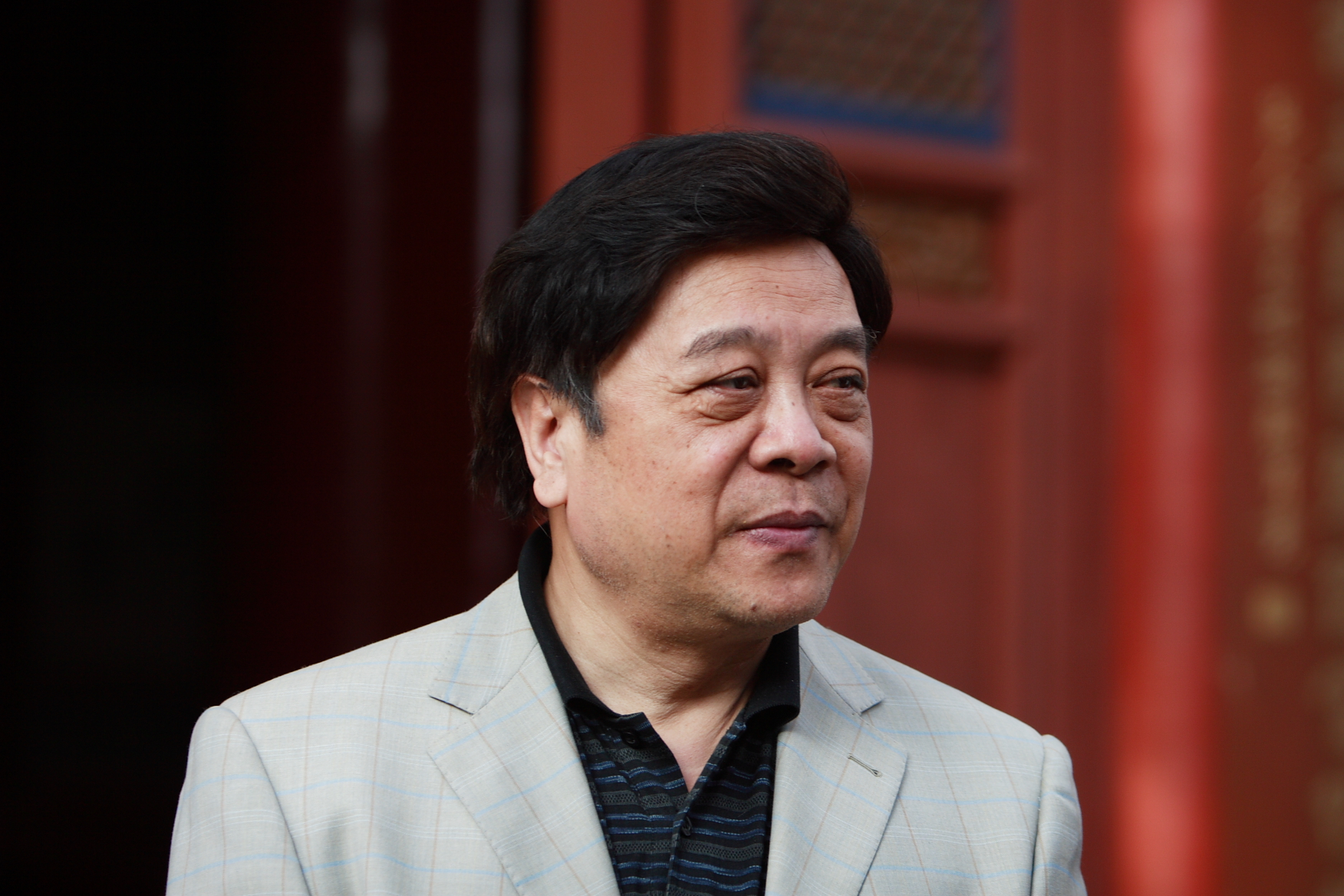
趙忠祥／1月16日没

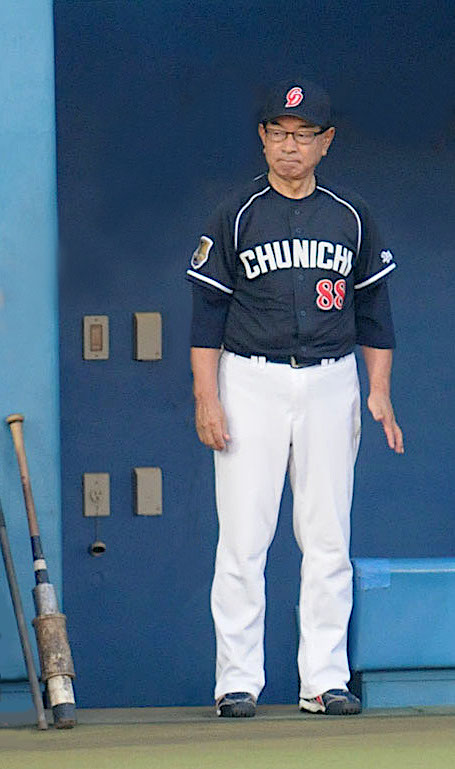
高木守道／1月17日没

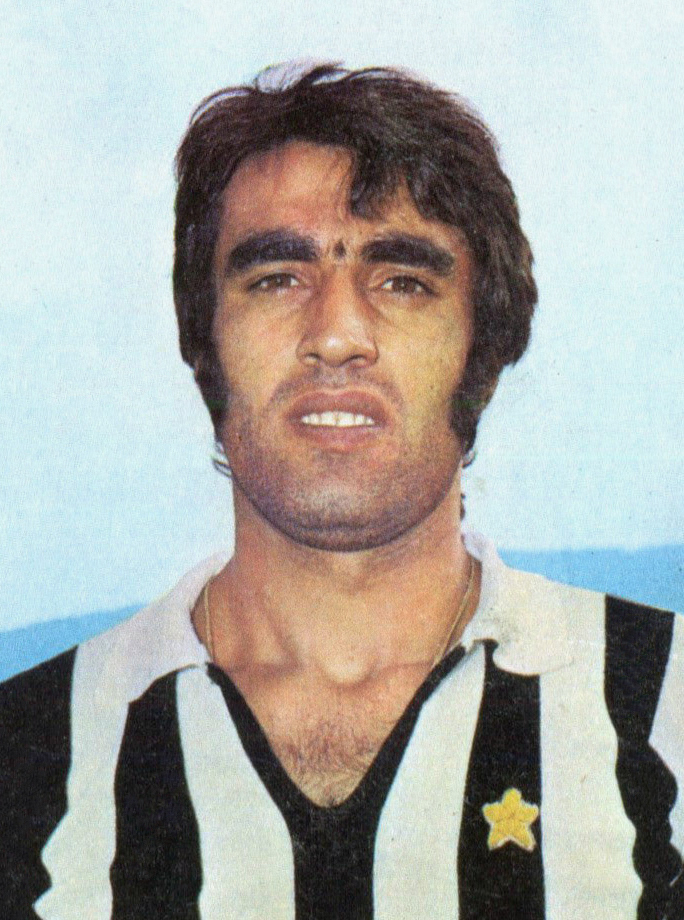
ピエトロ・アナスタージ／1月17日没

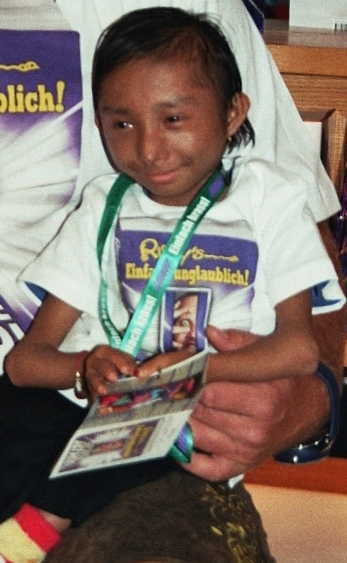
カジェンドラ・タパ・マガル／1月17日没

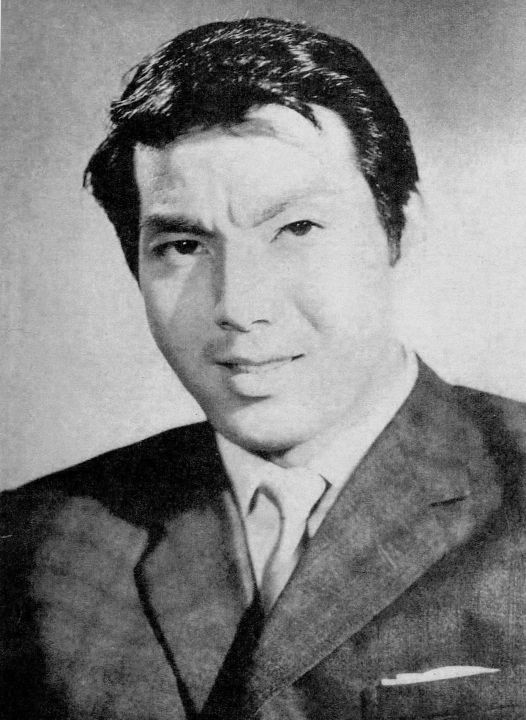
宍戸錠／1月18日没

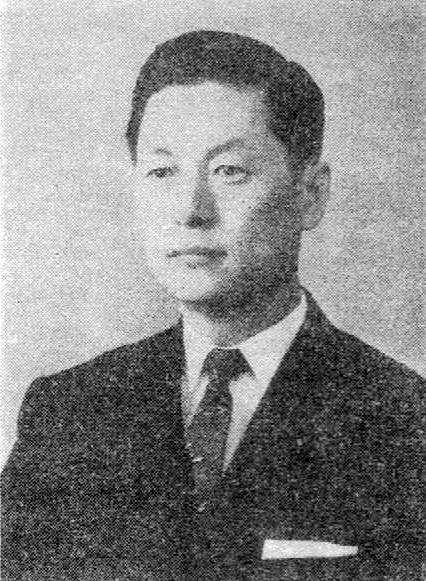
重光武雄／1月19日没

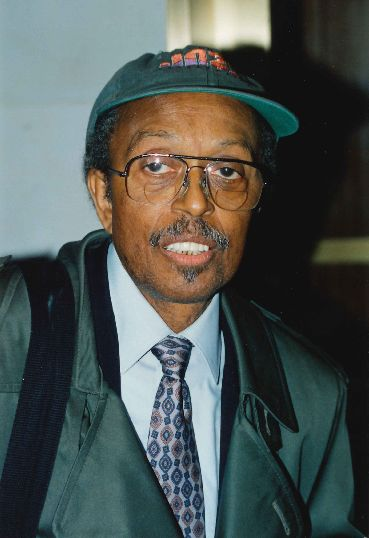
ジミー・ヒース／1月19日没

奈良原一高／1月19日没

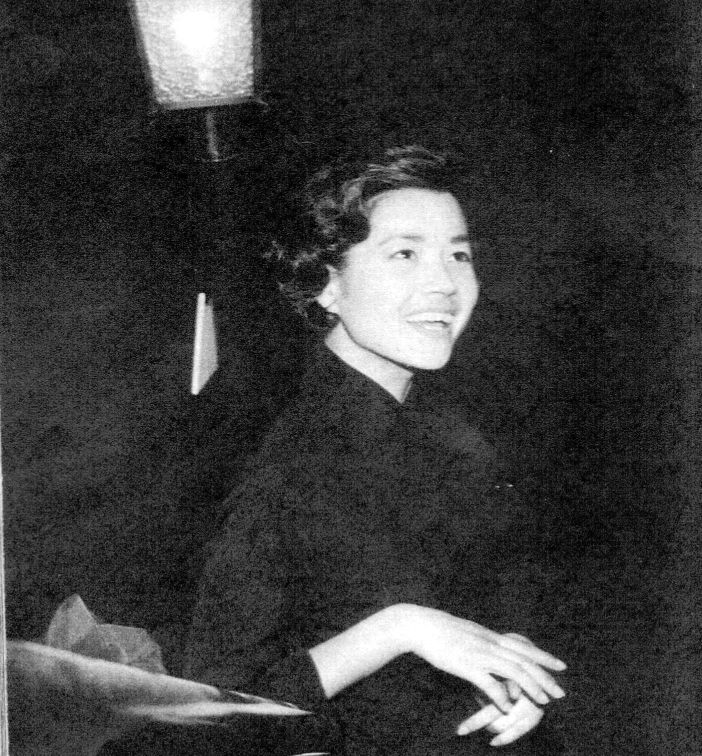
原知佐子／1月19日没

テリー・ジョーンズ／1月21日没

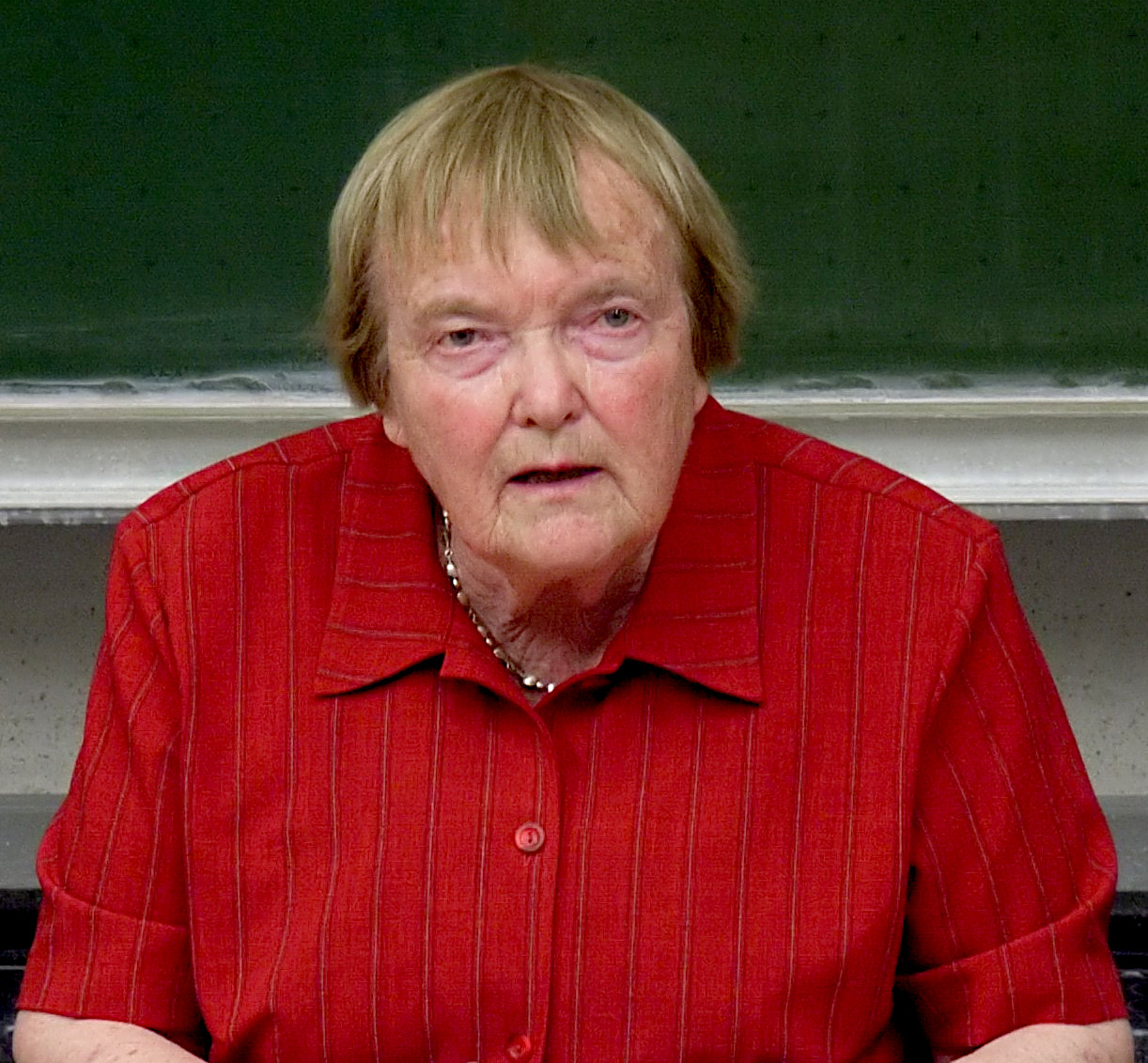
グードルン・パウゼヴァング／1月23日没

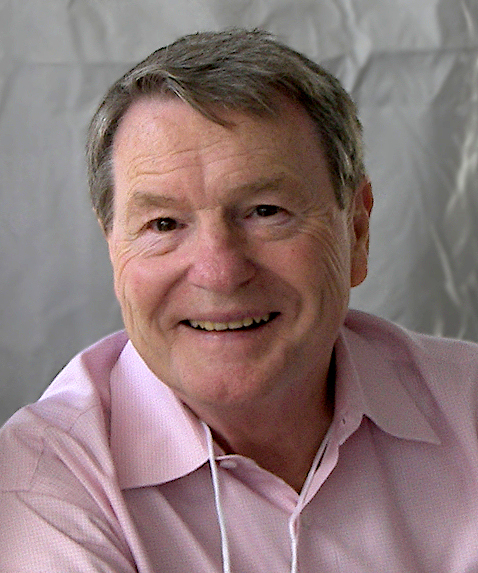
ジム・レーラー／1月23日没

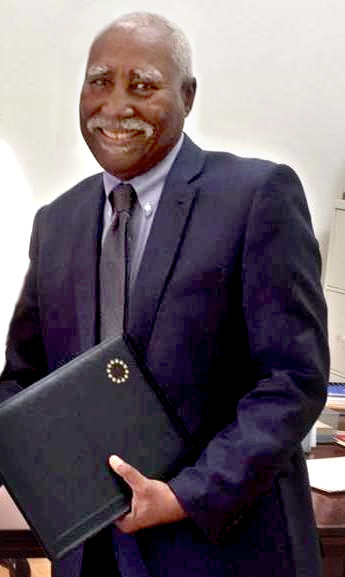
フレデリック・バランタイン／1月23日没

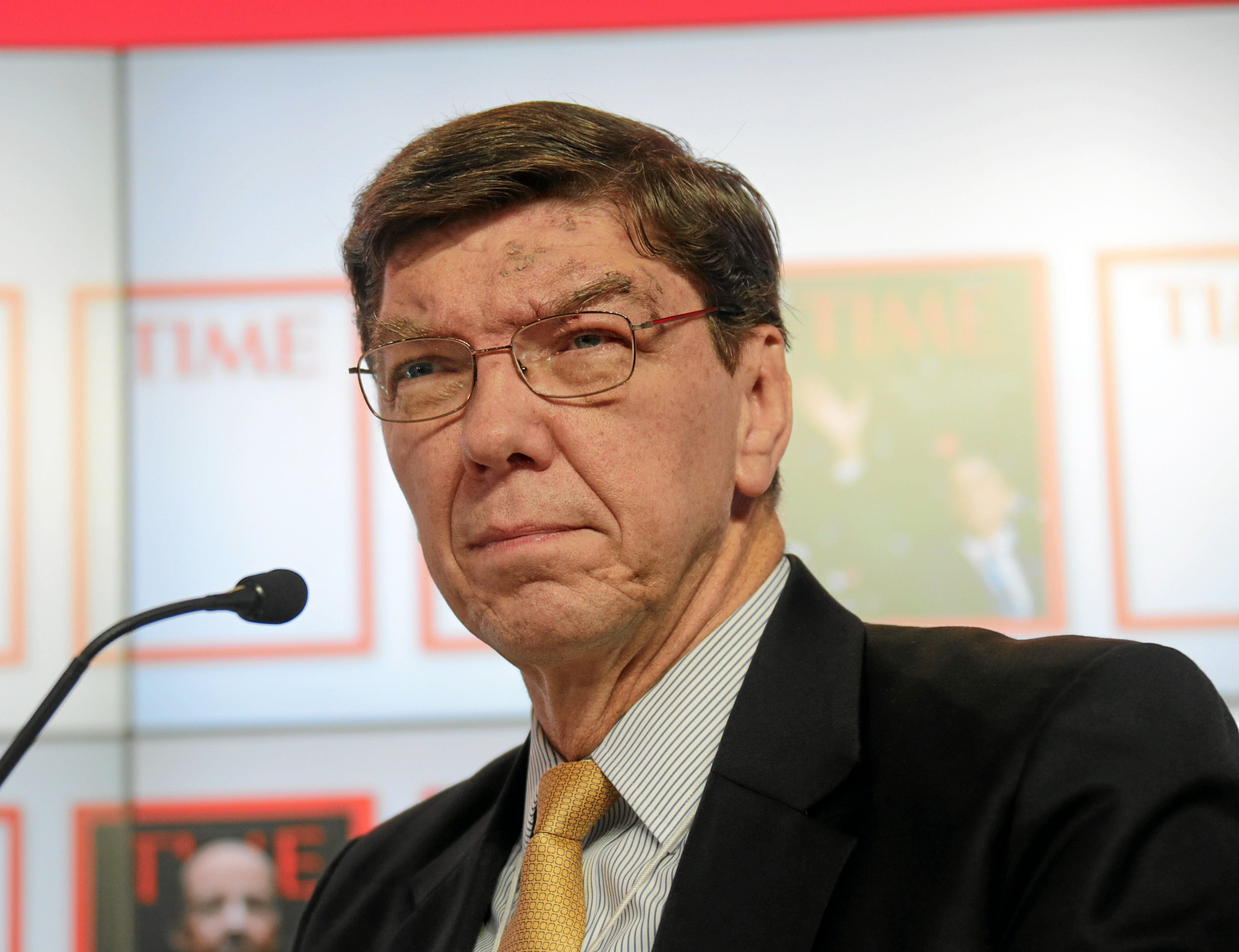
クレイトン・クリステンセン／1月23日没

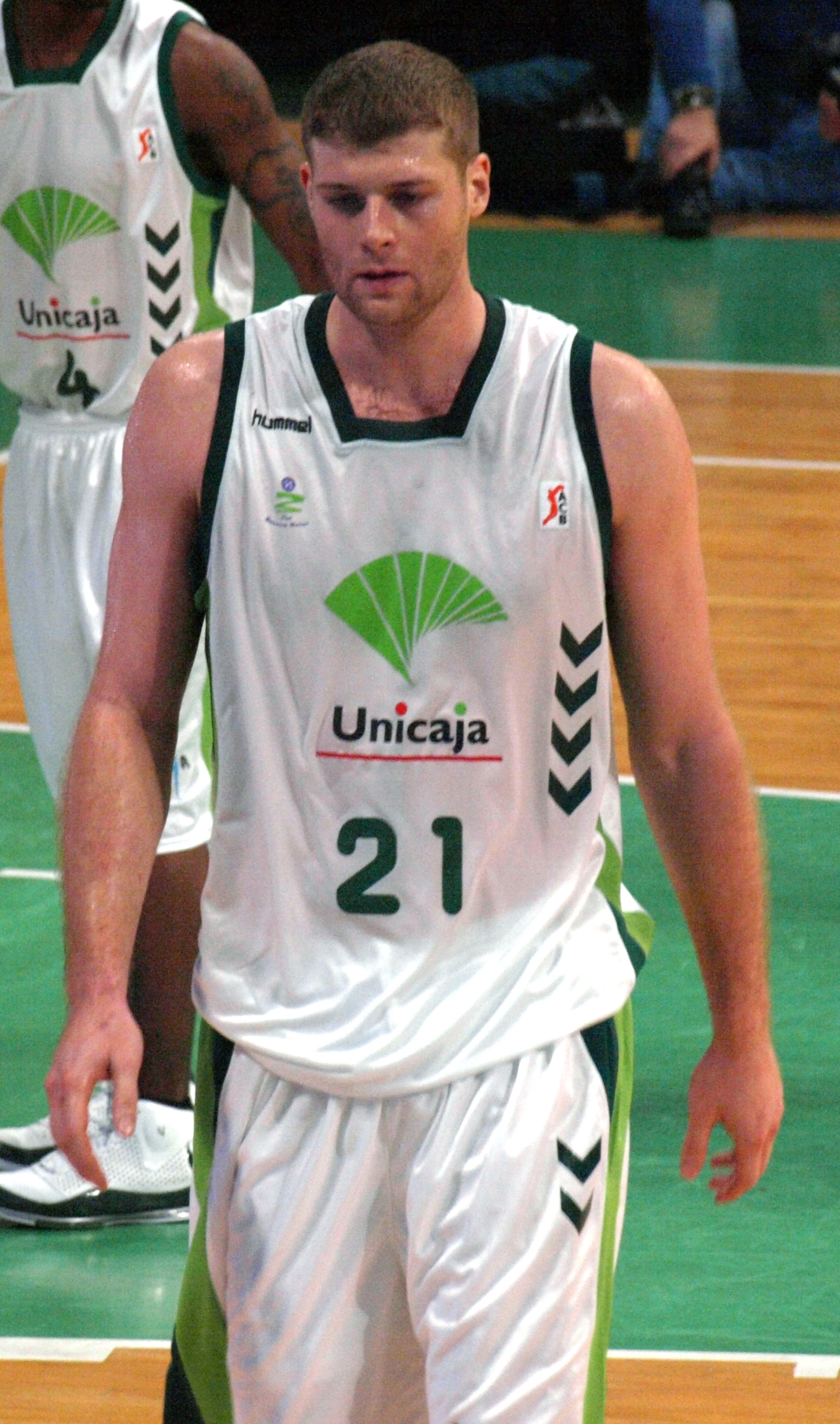
ロバート・アーチボルド／1月23日没

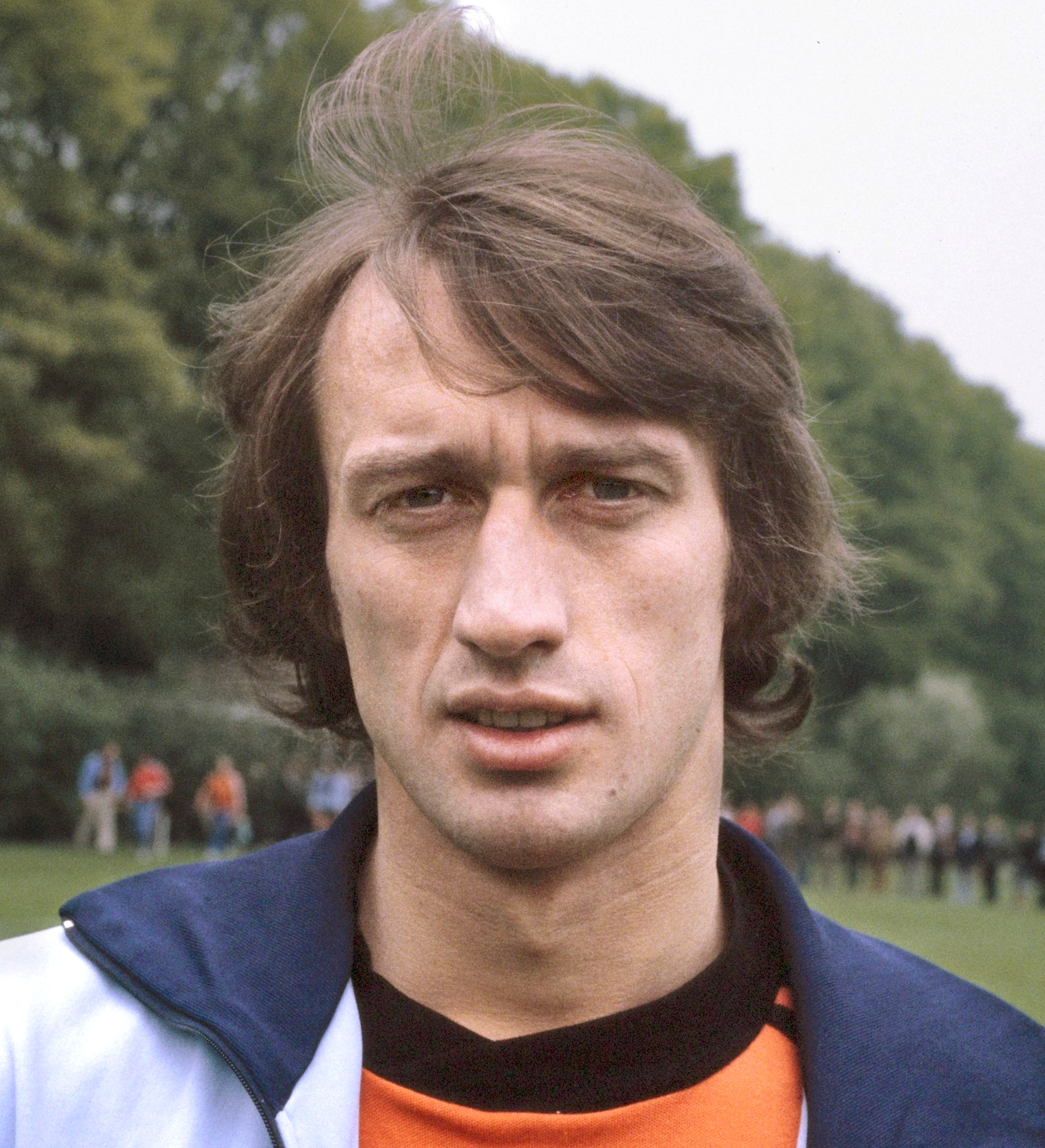
ロブ・レンセンブリンク／1月24日没

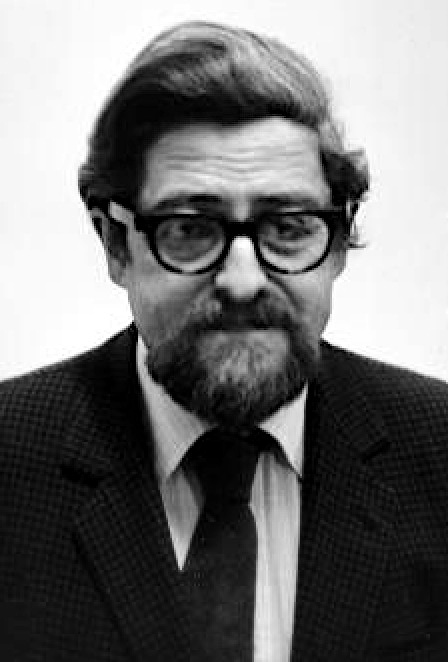
ルイス・ニーレンバーグ／1月26日没

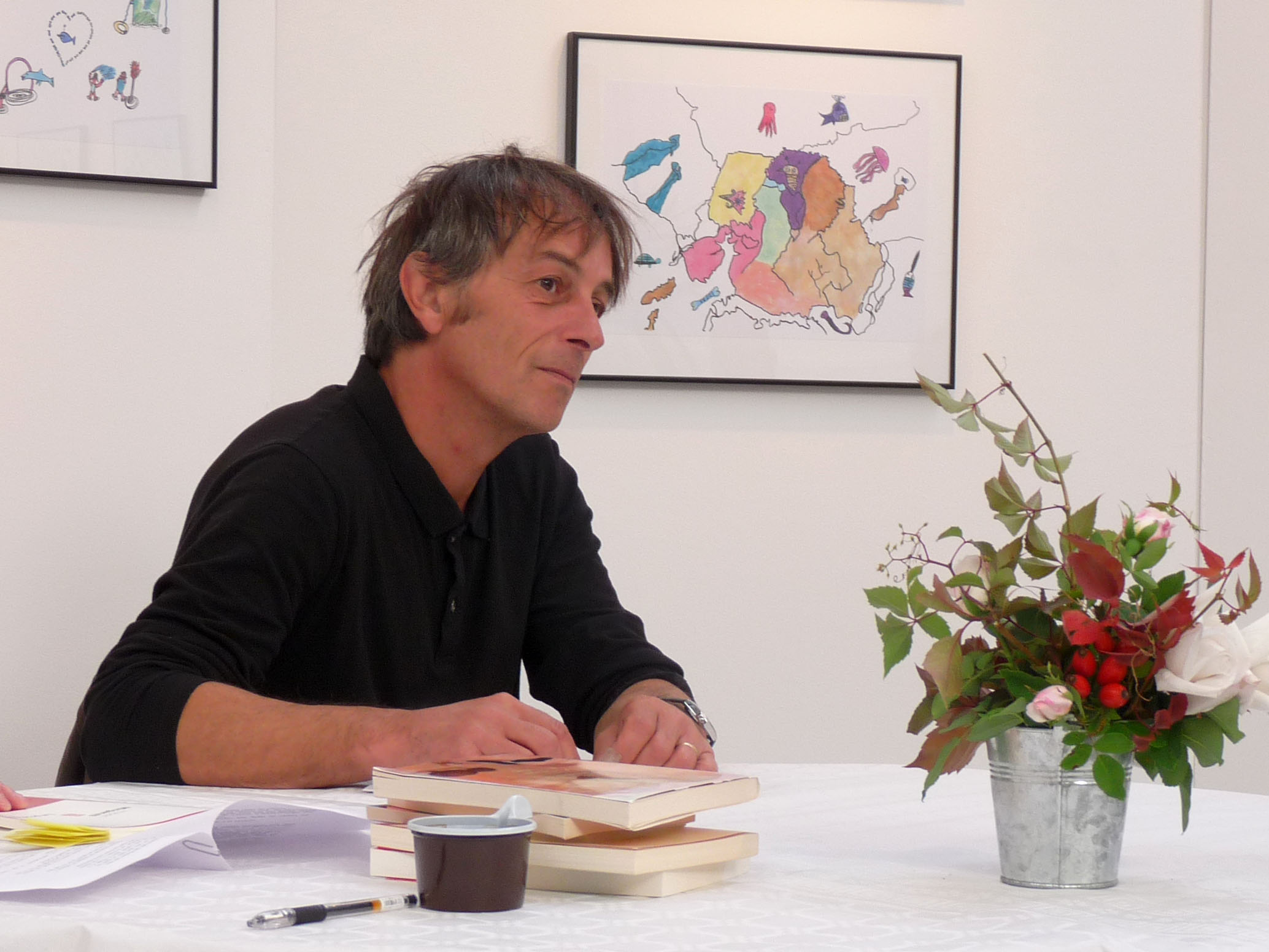
ユベール・マンガレリ／1月26日没

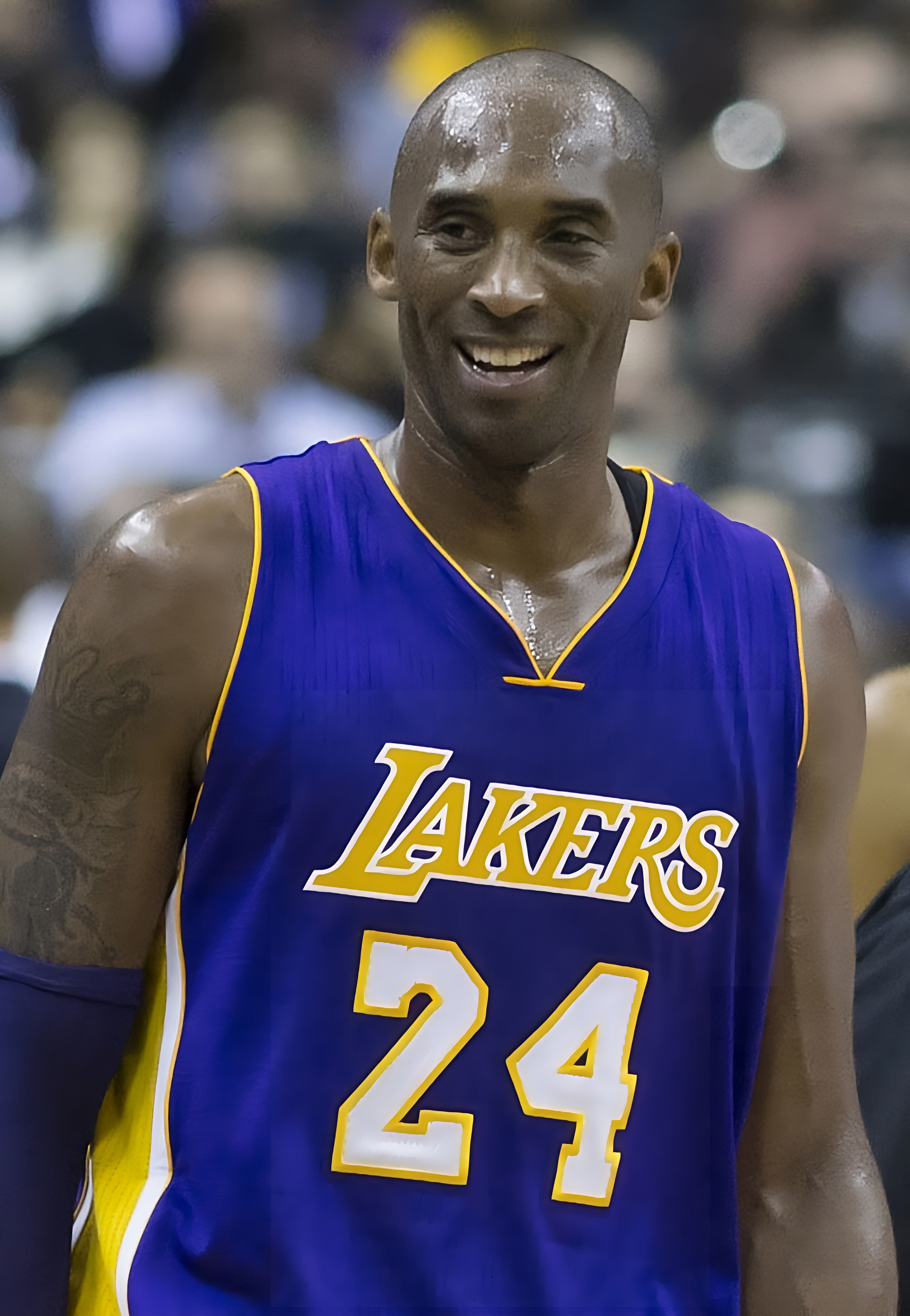
コービー・ブライアント／1月26日没

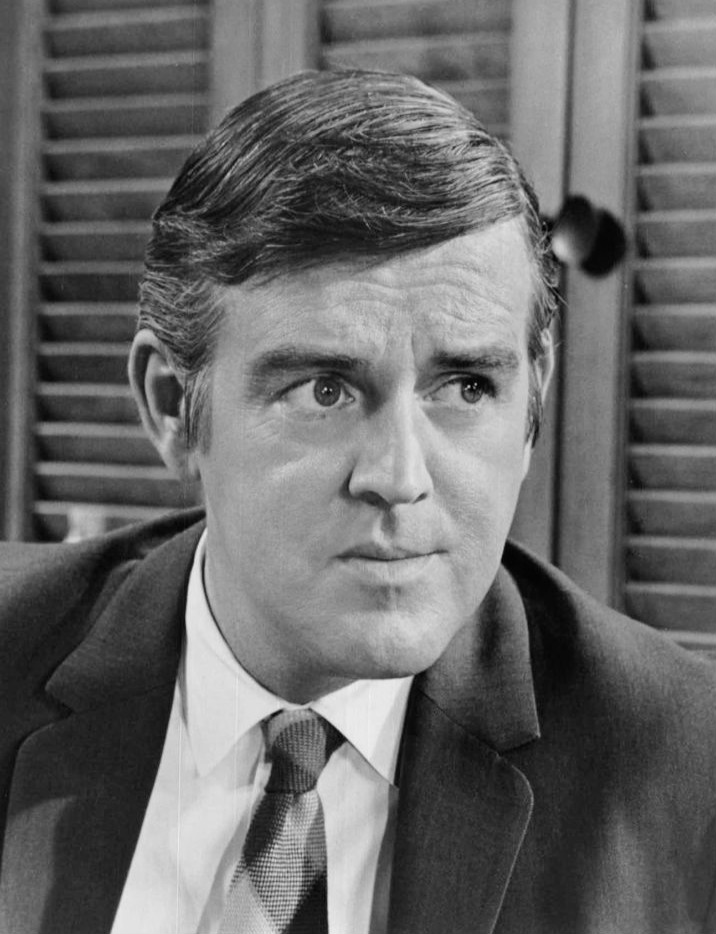
ジャック・バーンズ／1月27日没

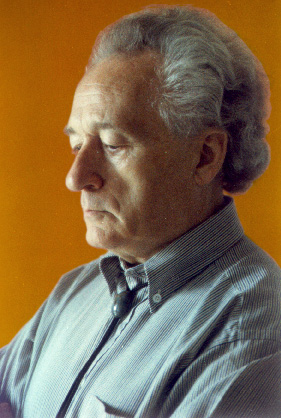
オトマール・マーガ／1月28日没

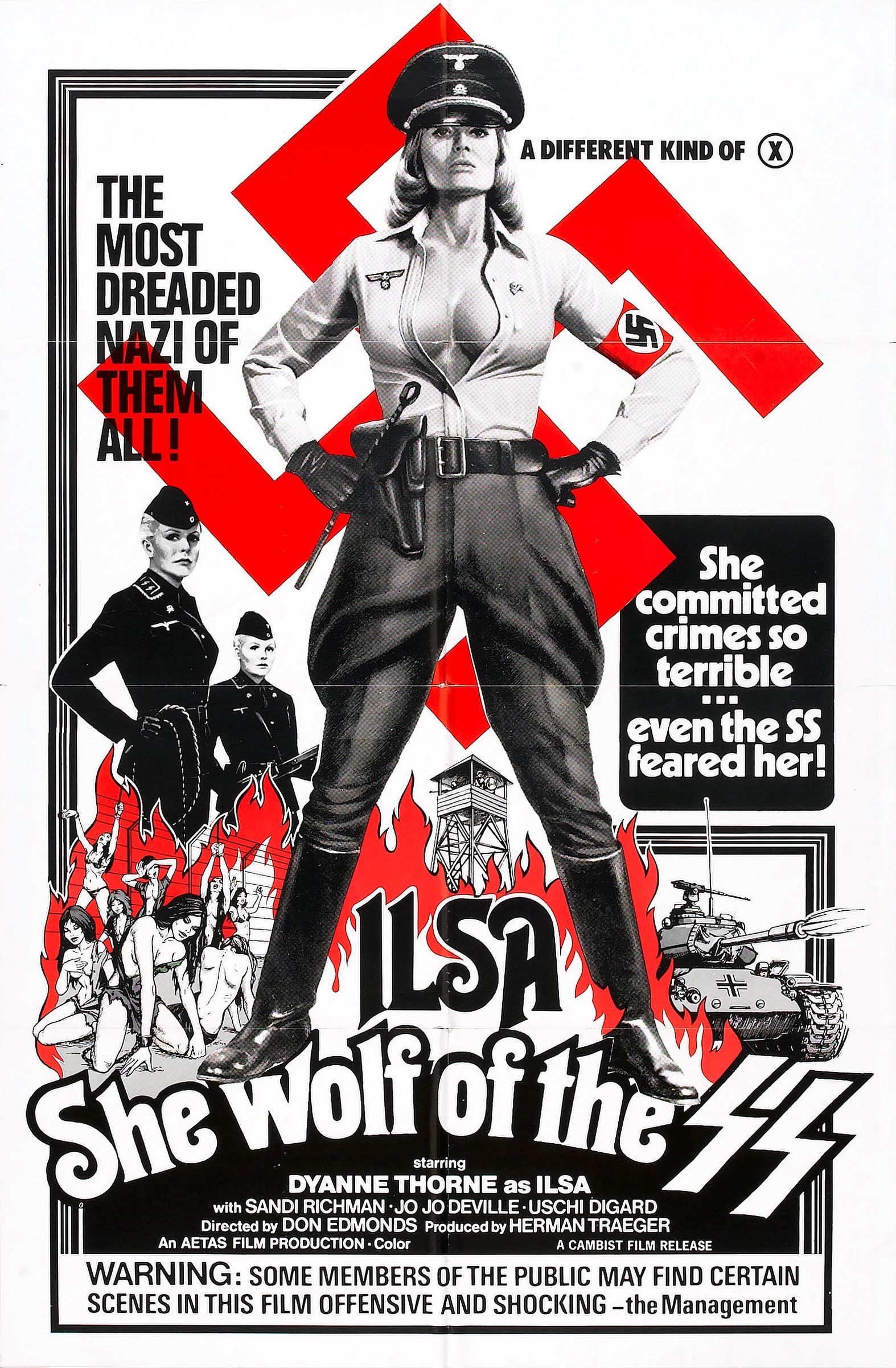
ダイアン・ソーン／1月28日没

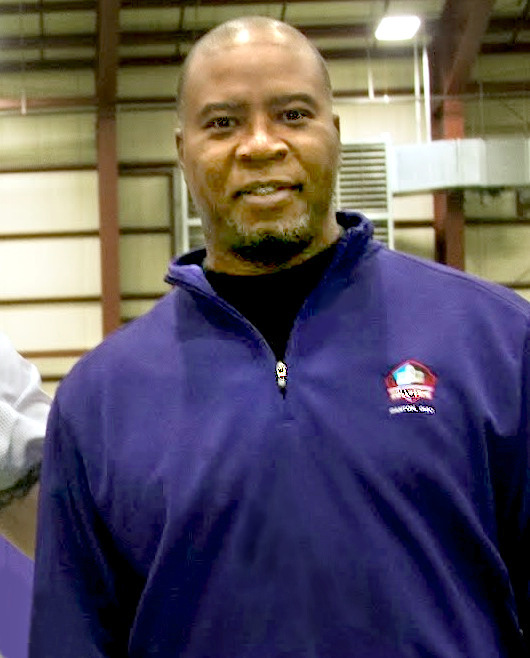
クリス・ドールマン／1月28日没

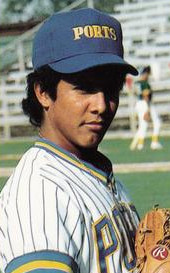
ナルシソ・エルビラ／1月28日没

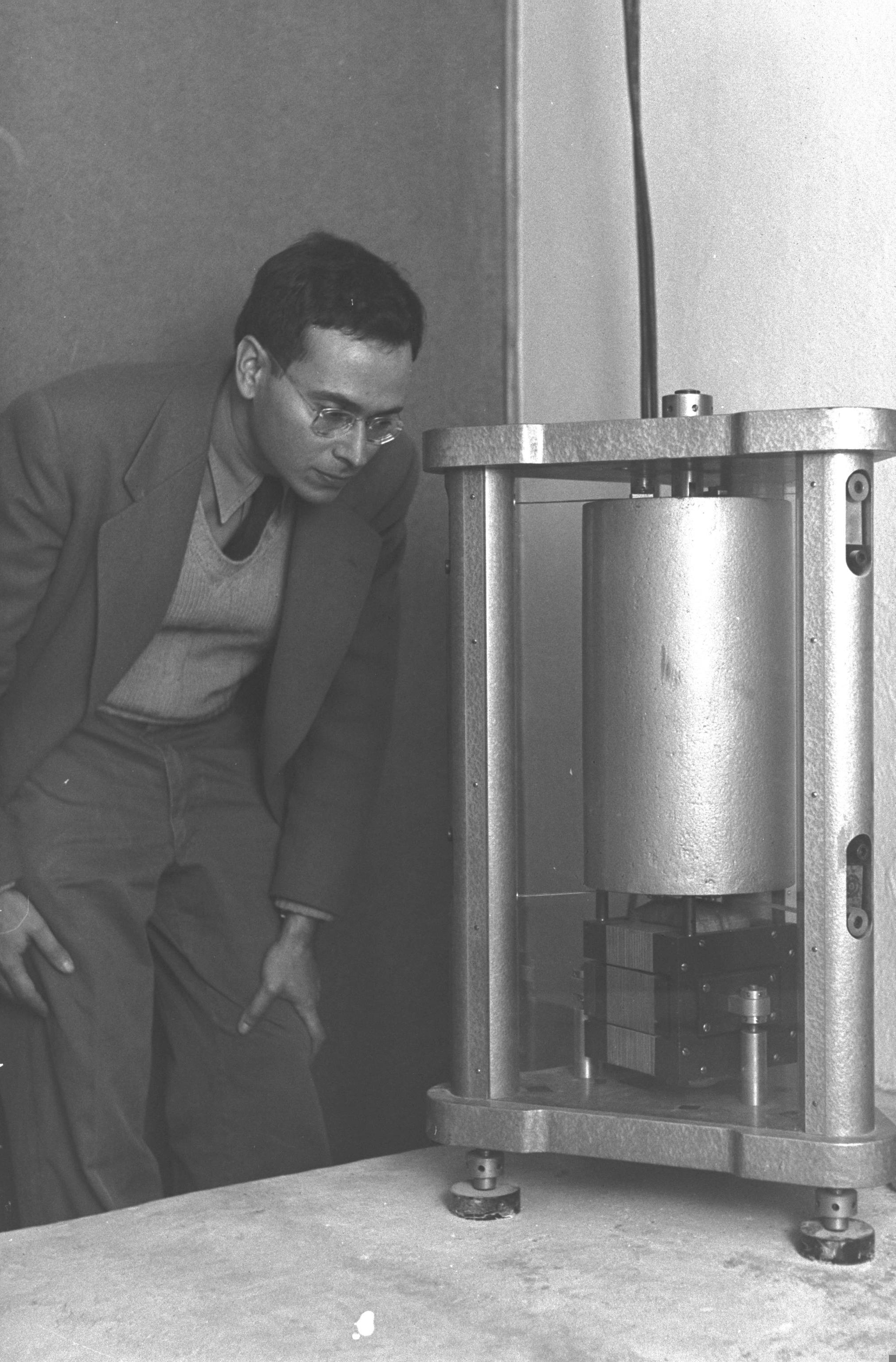
フランク・プレス／1月29日没

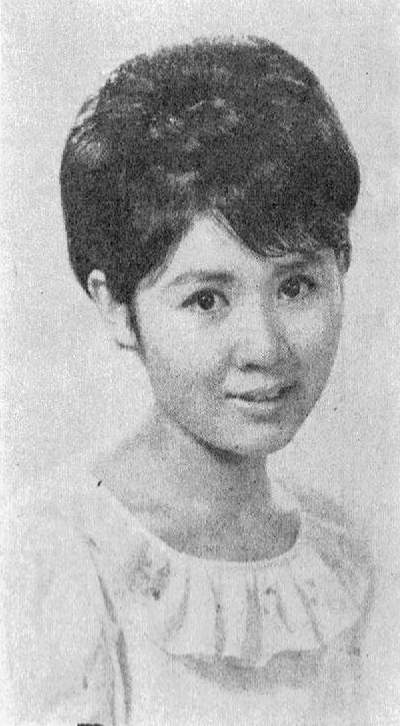
梓みちよ／1月29日没

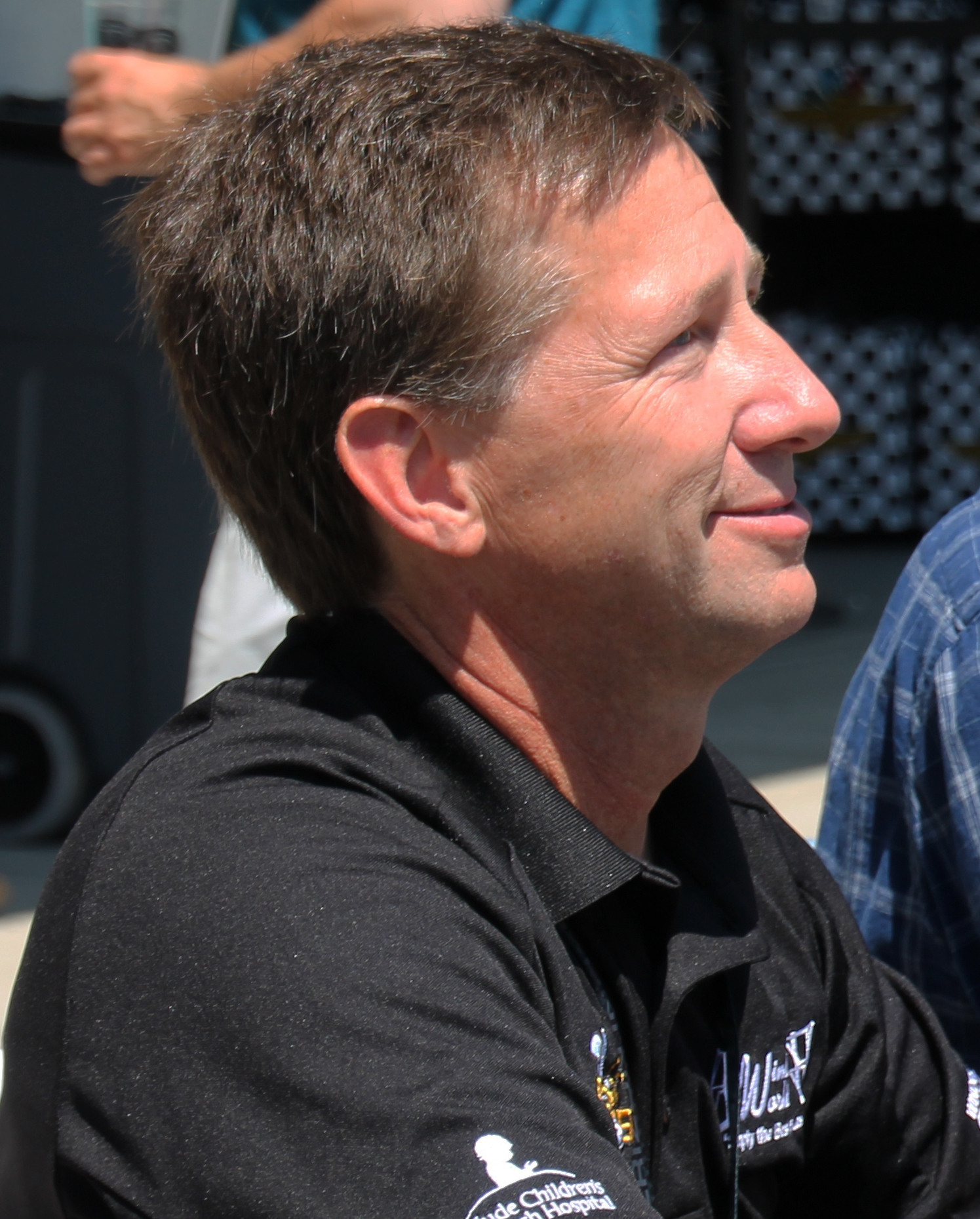
ジョン・アンドレッティ／1月30日没

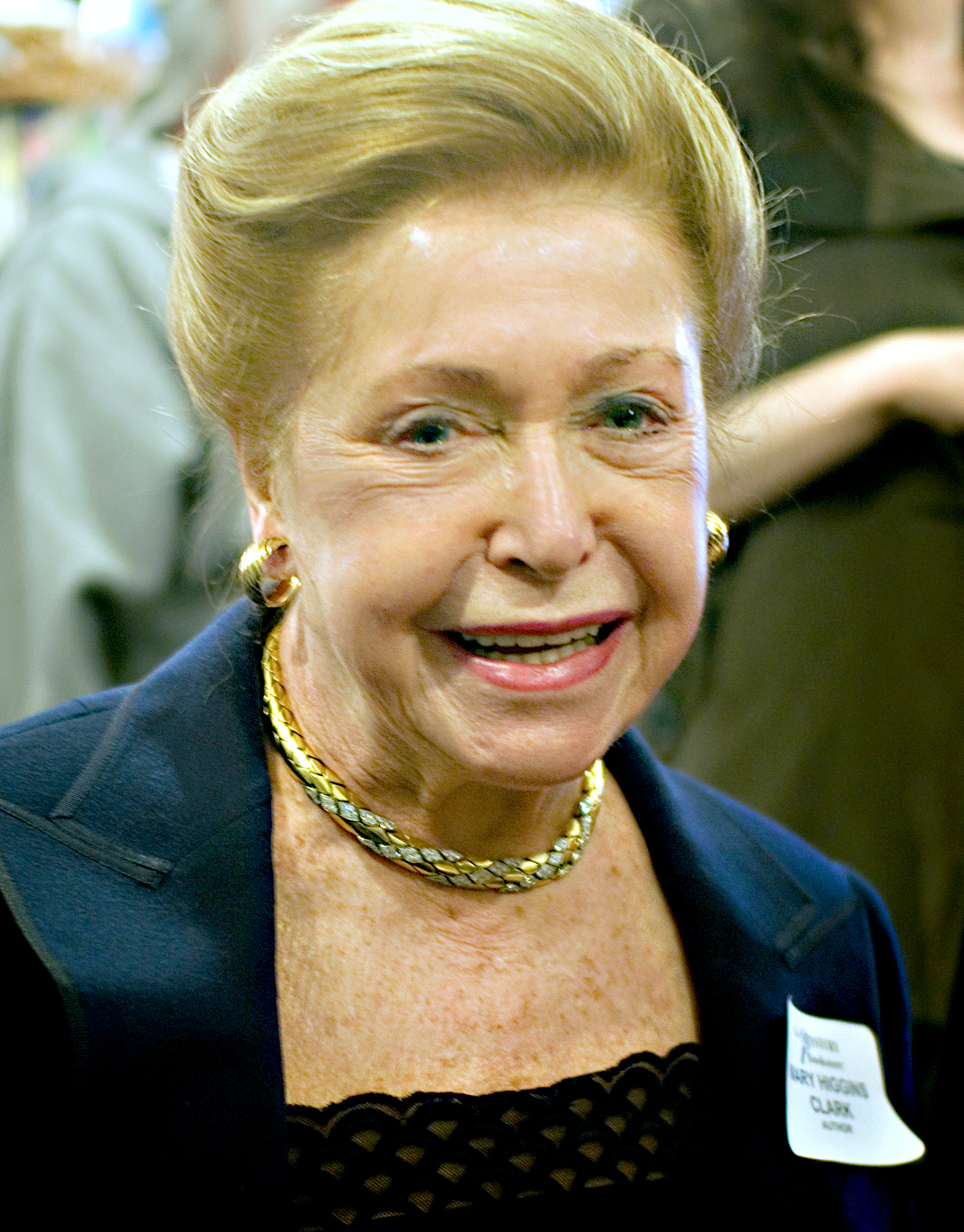
メアリ・H・クラーク／1月31日没

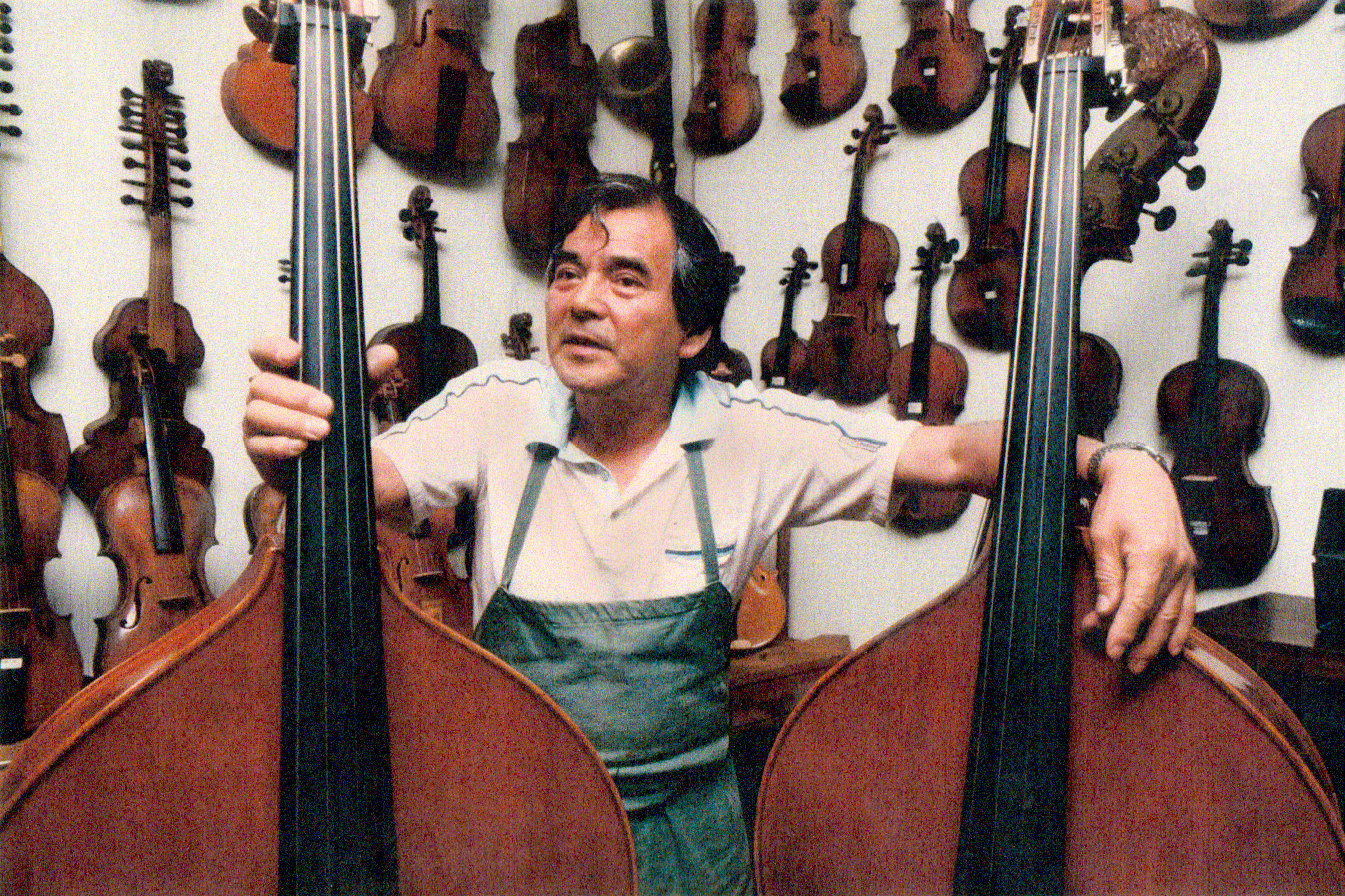
無量塔蔵六／1月31日没

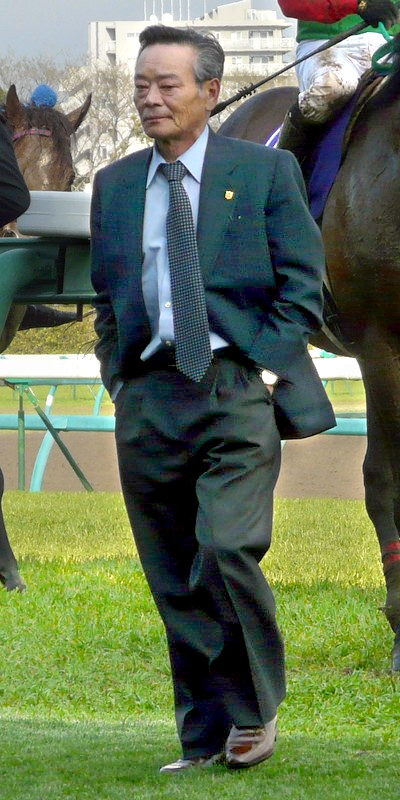
郷原洋行／1月31日没

- 1月16日 - クリストファ・トールキン、イギリスのJ・R・R・トールキン作品編者（* 1924年）[117]
- 1月16日 - バリー・タックウェル、オーストラリア出身のイギリスのホルン奏者（* 1931年）[118]
- 1月16日 - 清水茂、日本の仏文学者、詩人、翻訳家、早稲田大学名誉教授（* 1932年）[119]
- 1月16日 - 趙忠祥、中華人民共和国のニュースキャスター、司会者（* 1942年）[120]
- 1月17日 - 黄順姫、北朝鮮の抗日運動家、朝鮮革命博物館館長（* 1919年）[121]
- 1月17日 - ラフシャン・エジェヴィト（英語版）、トルコの政治家、民主左派党初代党首（* 1923年）[122]
- 1月17日 - 岩佐美代子、日本の国文学者、鶴見大学名誉教授（* 1926年）[123]
- 1月17日 - デレク・フォールズ（英語版）、イギリスの俳優（* 1937年）[124]
- 1月17日 - 高木守道、日本の元プロ野球選手・監督【中日ドラゴンズ所属】、野球解説者（* 1941年）[125]
- 1月17日 - ピエトロ・アナスタージ、イタリアの元サッカー選手、元同国代表（* 1948年）[126]
- 1月17日 - カジェンドラ・タパ・マガル、ネパールの元ギネス世界記録保持者、元「世界で最も背の低い男性」（* 1992年）[127]
- 1月18日 - 日下田実、日本の登山家、元毎日新聞運動部記者（* 1930年）[128]
- 1月18日 - 宍戸錠、日本の俳優、タレント、司会者（* 1933年）[129]
- 1月18日 - 杵渕衛、日本の政治家、元新潟県栃尾市長（* 1933年）[130]
- 1月18日 - 市川良哉、日本の僧侶、学校法人経営者、奈良大学理事長・名誉教授（* 1934年）[131]
- 1月18日 - 石田隆一、日本の実業家、元イシダ社長（* 1937年）[132]
- 1月18日 - クラウディオ・ロディッティ（英語版）、ブラジルのジャズトランペット奏者（* 1946年）[133]
- 1月18日 - デイヴィッド・オルニー（英語版）、アメリカ合衆国のシンガーソングライター（* 1948年）[134]
- 1月18日 - スティーヴ・ギルスピー（英語版）（ドクター・ハニバル）、カナダの元プロレスラー（* 1963年）[135]
- 1月19日 - 重光武雄（辛格浩）、日本の実業家、ロッテグループ創業者、千葉ロッテマリーンズオーナー（* 1922年）[136]
- 1月19日 - ジミー・ヒース、アメリカ合衆国のジャズサクソフォン奏者、ヒース・ブラザースメンバー（* 1925年）[137]
- 1月19日 - マンフレッド・クラインズ（英語版）、オーストリア出身のアメリカ合衆国の科学者、発明家、ミュージシャン（* 1925年）[138]
- 1月19日 - 金光寿郎、日本のテレビディレクター（* 1927年）[139]
- 1月19日 - ロバート・パーカー、アメリカ合衆国のR&Bシンガー（* 1930年）[140]
- 1月19日 - 奈良原一高、日本の写真家（* 1931年）[141]
- 1月19日 - ブラゴベスト・センドフ（英語版）、ブルガリアの数学者、外交官、政治家、元同国国民議会議長、元駐日大使（* 1932年）[142]
- 1月19日 - 方守賢（英語版）、中華人民共和国の物理学者（* 1932年）[143]
- 1月19日 - 原知佐子、日本の女優（* 1936年）[144]
- 1月19日 - 上野隆三、日本の殺陣師（* 1937年）[145]
- 1月19日 - 田村さと子、日本のラテンアメリカ文学研究者、詩人、帝京大学名誉教授（* 1947年）[146]
- 1月20日 - 田中和泉、日本の実業家、元東京放送（TBS）社長（* 1931年）[147]
- 1月20日 - 大井邦雄、日本の英文学者、演劇研究者、早稲田大学名誉教授（* 1933年）[130]
- 1月20日 - 手塚リリ子、日本の英文学者、青山学院大学名誉教授（* 1934年）[148]
- 1月20日 - 与那覇幹夫、日本の詩人（* 1939年）[149]
- 1月20日 - 永井美之、日本の医学者、名古屋大学・東京大学名誉教授（* 1939年）[150]
- 1月20日 - 佐伯華水、日本の書家、 読売書法会参事、奈良市杉岡華邨書道美術館館長（* 1938年）[151]
- 1月20日 - 渡部淳、日本の教育方法学者、日本大学教授（* 1951年）[152]
- 1月21日 - 窪内秀知、日本の元囲碁棋士（* 1920年）[153]
- 1月21日 - ヘルベルト・バウマン、ドイツの作曲家、指揮者（* 1925年）[154]
- 1月21日 - テオドール・ヴァーグナー（ドイツ語版）、オーストリアの元サッカー選手、元同国代表（* 1927年）[155]
- 1月21日 - ノーマン・アマディオ（英語版）、カナダのジャズピアニスト（* 1928年）[156]
- 1月21日 - ヘディ・バクーシュ（英語版）、チュニジアの政治家、元同国首相（* 1930年）[157]
- 1月21日 - テンギズ・シグア（英語版）、ジョージアの政治家、元グルジア・ソビエト社会主義共和国閣僚会議議長、元グルジア共和国首相（* 1934年）[158]
- 1月21日 - ナム・ボウォン（朝鮮語版）、大韓民国のコメディアン（* 1936年）[159]
- 1月21日 - 中山伯男、日本の新聞記者、元報知新聞北海道支社長（* 1939年）[160]
- 1月21日 - 下山晃、日本の宇宙化学者、高知学園短期大学元学長、筑波大学名誉教授（* 1939年?）[161]
- 1月21日 - テリー・ジョーンズ、イギリスのコメディアン、映画監督、作家、歴史学者、モンティ・パイソンメンバー（* 1942年）[162]
- 1月21日 - まついなつき、日本の漫画家、エッセイスト（* 1960年）[163]
- 1月21日 - 伍法岳、中国系アメリカ人の理論物理学者、数理物理学者、数学者（* 1932年）
- 1月22日 - ジョン・カーレン（英語版）、アメリカ合衆国の俳優（* 1933年）[164]
- 1月22日 - ヘラクレス・アヤラ（英語版）、プエルトリコの元プロレスラー（* 1950年）[165]
- 1月22日 - 中村龍史、日本の俳優、演出家、振付師（* 1951年）[166]
- 1月23日 - フランツ・マズーラ（英語版）、オーストリアのバス・バリトン歌手（* 1924年）[167]
- 1月23日 - アルフレート・ケルナー（ドイツ語版）、オーストリアの元サッカー選手、元同国代表（* 1926年）[168]
- 1月23日 - グードルン・パウゼヴァング、ドイツの児童文学作家（* 1928年）[169]
- 1月23日 - 河野典男、日本の実業家、元世紀東急工業社長（* 1928年）[170]
- 1月23日 - 松浦暢、日本の英文学者、成城大学名誉教授（* 1931年）[171]
- 1月23日 - ジム・レーラー、アメリカ合衆国のニュースキャスター（* 1934年）[172]
- 1月23日 - フレデリック・バランタイン、セントビンセント・グレナディーンの医師、前同島総督（* 1936年）[173]
- 1月23日 - クレイトン・クリステンセン、アメリカ合衆国の経営学者、経営コンサルタント（* 1952年）[174]
- 1月23日 - ロバート・アーチボルド、スコットランドの元バスケットボール選手（* 1980年）[175]
- 1月24日 - 品川信良、日本の産婦人科学者、弘前大学名誉教授（* 1923年）[176]
- 1月24日 - フアン・ホセ・ピスッティ（英語版）、アルゼンチンの元サッカー選手、元同国代表（* 1927年）[177]
- 1月24日 - ドゥイェ・ボナチッチ（英語版）、クロアチアの元競艇選手、1952年ヘルシンキオリンピック舵なしフォア金メダリスト（* 1929年）[178]
- 1月24日 - 田中太郎、日本の実業家、元近鉄百貨店社長（* 1932年）[179]
- 1月24日 - 佐藤安弘、日本の実業家、元キリンビール（現キリンホールディングス）社長（* 1936年）[180]
- 1月24日 - ロブ・レンセンブリンク、オランダの元サッカー選手、元同国代表（* 1947年）[181]
- 1月24日 - 天狗寺陶白人、日本の陶芸家（* 1951年）[182]
- 1月24日 - ショーン・レイナート（英語版）、アメリカ合衆国のドラマー、元シニック、デスメンバー（* 1971年）[183]
- 1月24日 - ジャスティス・ペイン、アメリカ合衆国のプロレスラー（* 1978年）[184]
- 1月24日 - レイラ・ジャナ（英語版）、アメリカ合衆国の起業家（* 1982年）[185]
- 1月24日 - ジョー・ペイン（英語版）、アメリカ合衆国のベーシスト、ギタリスト、元ディヴァイン・ヘレシーメンバー（* 1984年）[186]
- 1月25日 - ナルチソ・パリージ（イタリア語版）、イタリアの歌手、俳優（* 1927年）[187]
- 1月25日 - 葉正（英語版）、中国出身の香港の中国武術家（* 1936年）[188]
- 1月26日 - ルーシー・ジャーヴィス（英語版）、アメリカ合衆国のテレビプロデューサー（* 1917年）[189]
- 1月26日 - ルイス・ニーレンバーグ、カナダ出身のアメリカ合衆国の数学者、アーベル賞、チャーン賞受賞者（* 1925年）[190]
- 1月26日 - ボブ・シェーン（英語版）、アメリカ合衆国の歌手、ギタリスト、元キングストン・トリオ（英語版）メンバー（* 1934年）[191]
- 1月26日 - 兒玉庸策、日本の演出家（* 1937年?）[192]
- 1月26日 - カルロス・エステベス、ブラジルの元サッカー選手【ヤンマーディーゼルサッカー部所属】（* 1947年）[193]
- 1月26日 - サンツ・モフォケング（英語版）、南アフリカ共和国の写真家（* 1956年）[194]
- 1月26日 - ユベール・マンガレリ、フランスの小説家（* 1956年）[195]
- 1月26日 - 王献良（中国語版）、中華人民共和国の政治家、元武漢市民族宗教委員会主任（* 1957年）[196]
- 1月26日 - コービー・ブライアント、アメリカ合衆国の元バスケットボール選手【ロサンゼルス・レイカーズ元選手】（* 1978年）[197]
- 1月27日 - エドヴァルダス・グダヴィチウス、リトアニアの歴史学者（* 1929年）[198]
- 1月27日 - ジャック・バーンズ、アメリカ合衆国のコメディアン（* 1933年）[199]
- 1月27日 - 藤井章雄、日本の英語学者、早稲田大学名誉教授（* 1937年）[200]
- 1月27日 - リード・ムリン（英語版）、アメリカ合衆国のドラマー、コロージョン・オブ・コンフォーミティ（英語版）メンバー（* 1966年）[201]
- 1月28日 - ニコラス・パーソンズ（英語版）、イギリスの俳優、司会者（* 1923年）[202]
- 1月28日 - ハリエット・フランク・Jr（英語版）、アメリカ合衆国の脚本家（* 1923年）[203]
- 1月28日 - オトマール・マーガ、チェコスロバキア出身のドイツの指揮者（* 1929年）[204]
- 1月28日 - 北村汎、日本の元外交官、元駐英大使（* 1929年）[205]
- 1月28日 - 竹下喜久男、日本の歴史学者、佛教大学名誉教授（* 1933年）[206]
- 1月28日 - マージ・デューセイ（英語版）、アメリカ合衆国の女優（* 1936年）[207]
- 1月28日 - ダイアン・ソーン、アメリカ合衆国の女優（* 1936年）[208]
- 1月28日 - クリス・ドールマン、アメリカ合衆国の元NFL選手（* 1961年）[209]
- 1月28日（訃報発表日） - 楊暁波（英語版）、中華人民共和国の政治家、実業家、元黄石市長（* 1963年）[210]
- 1月28日 - 大坪草次郎、日本の映像ディレクター（* 1965年）[211]
- 1月28日 - ナルシソ・エルビラ、メキシコ合衆国の元プロ野球選手【大阪近鉄バファローズ元投手】（* 1967年）[212][213]
- 1月29日 - フランク・プレス、アメリカ合衆国の地球物理学者、元米国科学アカデミー会長（* 1924年）[214]
- 1月29日 - 山本かね子、日本の歌人（* 1926年）[215]
- 1月29日 - ネッダ・カセイ（英語版）、アメリカ合衆国のメゾソプラノ歌手、声楽家、元愛知県立大学客員教授（* 1932年）[216]
- 1月29日 - 原田武、日本の仏文学者、大阪外国語大学名誉教授（* 1933年）[217]
- 1月29日 - フェリックス・マルシアック（英語版）、フランスの美術商、美術史家（* 1941年）[218]
- 1月29日 - 梓みちよ、日本の歌手、女優（* 1943年）[219]
- 1月29日 - カシム・アル＝ライミ、イエメン出身のイスラム主義武装組織指導者、アラビア半島のアルカーイダ（AQAP）軍事部門最高指導者（* 1978年）[220]
- 1月30日 - ヨルン・ドンナー（英語版）、フィンランドの映画監督、作家、政治家（* 1933年）[221]
- 1月30日 - バリー・ギルバート、アメリカ合衆国の発明家、電子工学者（* 1937年）[222]
- 1月30日 - 魯才全、中華人民共和国の歴史学者、武漢大学教授（* 1938年）[223]
- 1月30日 - 藤田宜永、日本の小説家、直木賞受賞者（* 1950年）[224]
- 1月30日 - ルシアン・バーバリン（英語版）、アメリカ合衆国のジャズトランペット奏者（* 1956年）[225]
- 1月30日 - ジョン・アンドレッティ、アメリカ合衆国のレーシングドライバー（* 1963年）[226]
- 1月31日 - ヤネス・スタノウニク（英語版）、スロベニアの政治家、元スロベニア人民共和国幹部会議長（* 1922年）[227]
- 1月31日 - 半田良一、日本の林学者、京都大学名誉教授（* 1925年?）[228]
- 1月31日 - メアリ・H・クラーク、アメリカ合衆国の小説家（* 1927年）[229]
- 1月31日 - 無量塔蔵六、日本のヴァイオリン製作者（* 1927年）[230]
- 1月31日 - 猪苗代盛、日本の統計物理学者、東北大学名誉教授（* 1931年）[231]
- 1月31日 - 星光芳、日本の政治家、元福島県舘岩村長（* 1932年）[232]
- 1月31日 - 内田勝正、日本の俳優（* 1944年）[233]
- 1月31日 - 郷原洋行、日本の元競馬騎手・調教師【日本中央競馬会所属】、競馬評論家（* 1944年）[234]
- 1月31日 - 高石太、日本の元漫才師、元吉本新喜劇・松竹新喜劇座員（* 1948年）[235]